# Szombathely
Szombathely (németül: Steinamanger, latinul: Savaria vagy Sabaria, szlovénül: Sombotel, vendül: Somboteo, horvátul: Sambotel vagy Subotište) megyei jogú város a Nyugat-Dunántúl régióban. Vas vármegye, a Szombathelyi egyházmegye és a Szombathelyi járás székhelye. Magyarország legrégibb városa, amely colonia – azaz városi rangját, még alapítójától, Claudius római császártól kapta, elsőként Pannoniában. Szombathelyt a nyugat királynőjének is nevezik. Az ország tizedik, a Dunántúl negyedik és a Nyugat-Dunántúl második legnépesebb települése, a harmadik legsűrűbben lakott megyeszékhely, az Alpokalja legnépesebb települése. Vas vármegye lakosságának több mint negyede Szombathelyen él.
A város a Perint és Gyöngyös patakok partján épült fel, ókori elődje Savaria, Pannonia Prima római provincia fővárosa volt. Magyar városként 1578-ban nőtt meg regionális szerepe, amikor Vas vármegye székhelyévé vált, majd Mária Terézia 1777-ben püspöki székhellyé tette. A XIX. század második felében jelentős fejlődésen ment keresztül, a vasútépítéseknek köszönhetően a Nyugat-Dunántúl legfontosabb vasúti központjává vált, közlekedési jelentősége miatt népessége rohamos növekedésnek indult, illetve a város arculatát a mai napig meghatározó eklektikus és szecessziós épületek is ekkor épültek.

## Földrajz

### Fekvése
A város az Alpokalján, a Perint és Gyöngyös patakok lapályán, a Gyöngyös-sík nyugati peremvidékén fekszik, ott, ahol a Kisalföld sík vidékét az Alpokalja dombos-hegyes tájai váltják fel. Tengerszint feletti magassága kb. 220 m. A város dombokra épült, még sincsen jelentős szintkülönbség a városon belül.

### Éghajlata
Szombathely sok éves átlagos havi középhőmérsékleteit tekintve kikövetkeztethető, hogy a leghidegebb hónap a január, míg a legmelegebb hónap a július. Az évi közepes hőingás 20,6 °C. A város átlagos évi csapadékösszege 590 milliméter, amely jellegzetes évi rendszert mutat, a nyári félév csapadékosabb, míg a téli félév szárazabb. A legkevesebb csapadék január-februárban hullik, a legcsapadékosabb hónapok, eddig több mint háromszor akkora összegekkel, a június és júliusi hónapok. Szombathelyen a napsütéses órák összege átlagosan 1850 óra egy évben, de ez az évenként nagy változékonyságot mutat. Megfigyelhető továbbá a napfénytartam jellegzetes éves menete, a nyári hónapokban van a maximuma, akkor havi 230-250 óra, míg a téli időszakban, a november-január hónapokban a minimuma mindössze havi 50 – 70 óra között mozog.
| Hónap                                    | Jan. | Feb. | Már. | Ápr. | Máj. | Jún. | Júl. | Aug. | Szep. | Okt. | Nov. | Dec. | Év   |
| ---------------------------------------- | ---- | ---- | ---- | ---- | ---- | ---- | ---- | ---- | ----- | ---- | ---- | ---- | ---- |
| Rekord max. hőmérséklet (°C)             | 6,1  | 10,4 | 16,2 | 21,2 | 26,4 | 29,4 | 32,5 | 32,6 | 21,3  | 20,8 | 11,9 | 7,0  | 32,6 |
| Átlagos max. hőmérséklet (°C)            | 2,6  | 5,7  | 10,7 | 15,4 | 20,6 | 23,6 | 26,1 | 26,0 | 21,2  | 15,3 | 7,9  | 3,7  | 15,0 |
| Átlaghőmérséklet (°C)                    | −0,9 | 1,0  | 5,2  | 9,6  | 14,8 | 17,8 | 19,7 | 19,4 | 15,2  | 9,8  | 3,9  | 0,4  | 9,7  |
| Átlagos min. hőmérséklet (°C)            | −4,0 | −2,8 | 0,6  | 4,3  | 9,0  | 12,1 | 13,8 | 13,6 | 9,9   | 5,0  | 0,6  | −2,4 | 5,0  |
| Rekord min. hőmérséklet (°C)             | −7,1 | −4,6 | −4,0 | −1,0 | 3,2  | 6,4  | 7,9  | 7,8  | 4,6   | 0,2  | −2,7 | −5,2 | −7,1 |
| Átl. csapadékmennyiség (mm)              | 24   | 22   | 30   | 38   | 67   | 78   | 78   | 68   | 57    | 47   | 49   | 32   | 590  |
| Havi napsütéses órák száma               | 64   | 98   | 132  | 172  | 230  | 227  | 249  | 239  | 173   | 139  | 72   | 53   | 1848 |
| Forrás: Országos Meteorológiai Szolgálat |      |      |      |      |      |      |      |      |       |      |      |      |      |

## Nevének eredete

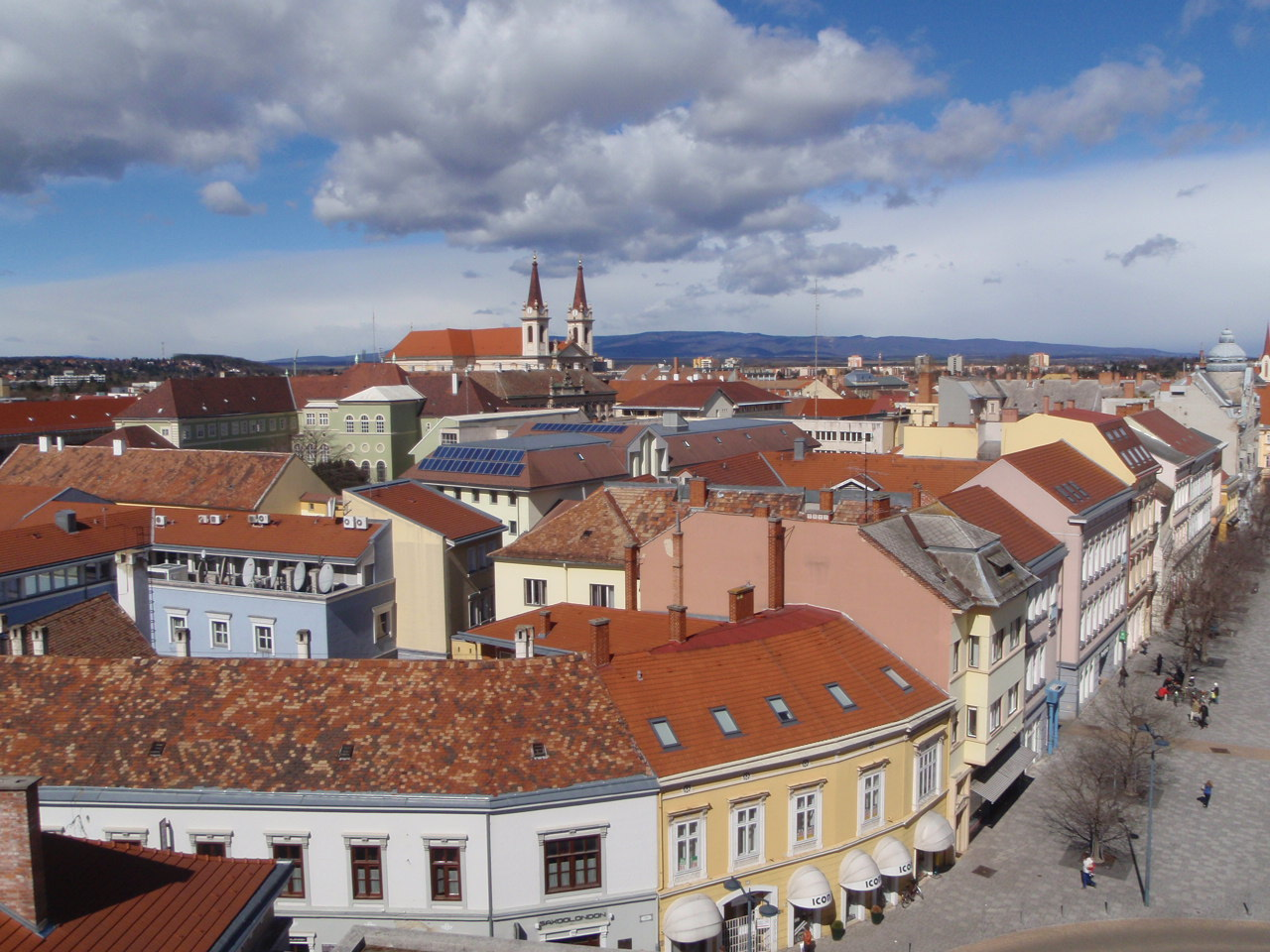
A Belváros látképe a Városházáról

Nevét onnan kapta, hogy a városban szombati napokon tartották a hetivásárt.
Német neve, Steinamanger jelentése: 'kő a mezőn'. A város nyugati határa magyarul Kő néven is ismert volt, ami a földrengésben és a népvándorlás viharában elpusztult római Savaria romjaira utal.
A latin Savaria vagy Sabaria név a városon átfolyó Gyöngyös-patak ókori latin Sibaris nevéből származik, ami a patak német nevében (Zöbern) is fennmaradt. Eredete az indoeurópai seu (= nedv, vizes) szóra vezethető vissza.

## Címere
A város címeréről az önkormányzat 8/1991 (V.23.) sz. rendelete szól.
A város címere, mely egy 1734-ből származó polgári könyv kezdőlapján szerepel, a Gyöngyöskapu a fal egy részét és a kapu fölött álló kis tornyot ábrázolja. A torony egyik oldalán egy csillag, a másikon a félhold áll. Ezt a címer alkalmazták már a város által kiállított régi pergamen okmányokon is, mint függő pecsét, így például a megyei levéltárban őrzött, 17. században kiállított megyei házvásárlási okmányon.

### Polgármesteri címer

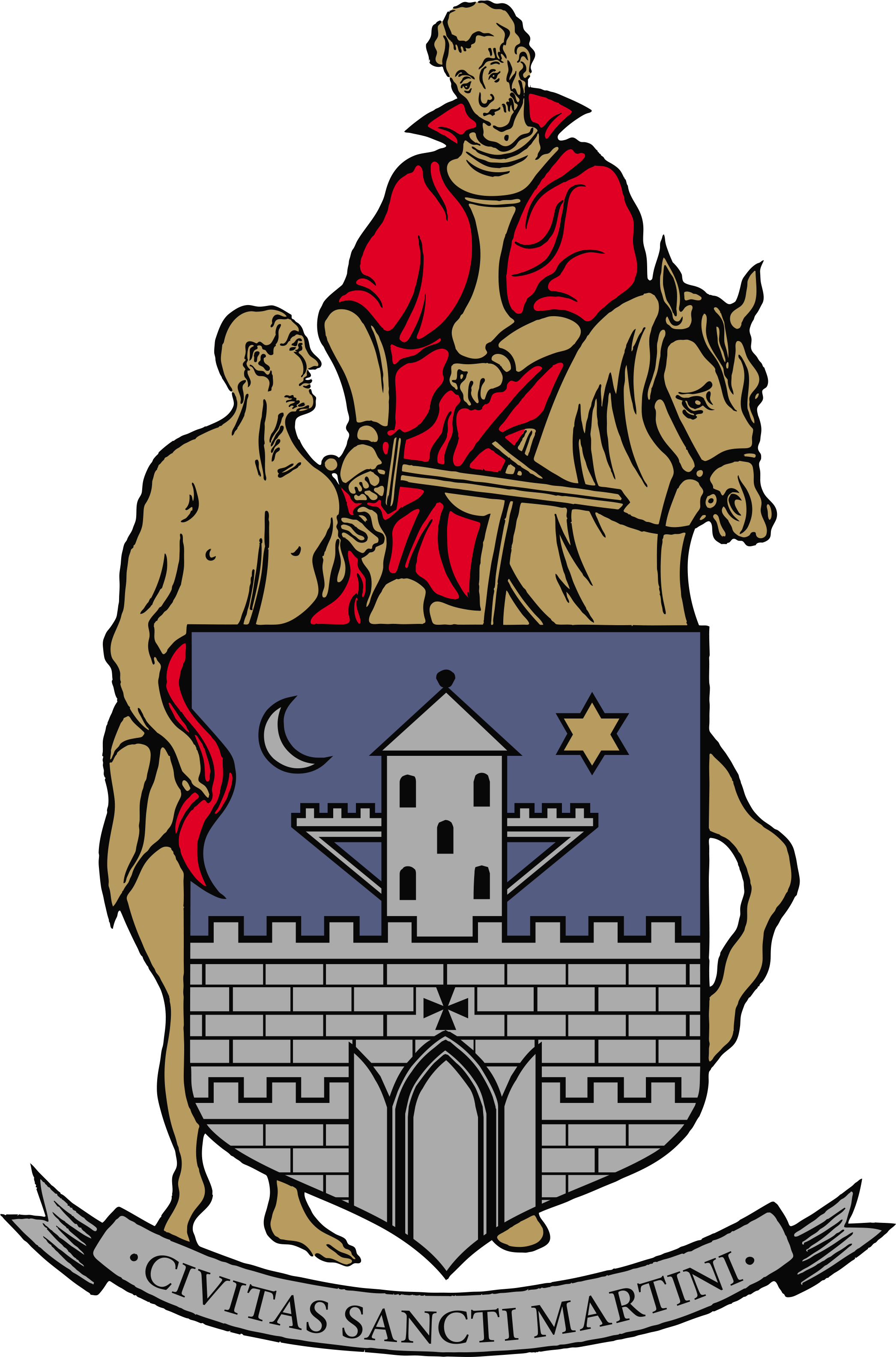
Szombathely polgármesteri címer

A 2016. évet – Szent Márton püspök születésének 1700. évfordulóját – Magyarország kormánya az 1170/2015. (III. 24.) Korm. határozatával Szent Márton Emlékévvé nyilvánította. Az ókori Savaria és a középkori Szombathely nem választhatók el egymástól jelképeikben sem. Együtt élték meg az évezredeket és évszázadokat. Ez a két összekapcsolódó történelmi tény tette indokolttá azt, hogy ezt a kapcsolatot vizuális síkon is megjelenítsük. Előzőek figyelembe vételével kezdeményeztük, hogy a város címere, a város zászlaja, pecsétje és a polgármesteri lánc mellett az Önkormányzat jelképei bővüljenek ki a polgármesteri címerrel és a Szent Márton zászlóval. Az új polgármesteri jelképen a város címere látható kibővítve Szent Márton alakjával, mintegy pajzstartóként körülölelve azt, egyesítve az ókort és a középkort. A Szent Márton zászló a Városháza homlokzatán, a Díszteremben, valamint a polgármester irodájában került elhelyezésre. A Szent Márton Emlékév alkalmából Önkormányzatunk 1-1 Szent Márton zászlót ajándékozott a Sarlós Boldogasszony Székesegyház, a Szent Márton Plébánia, valamint a Savaria Megyei Hatókörű Városi Múzeum részére. A polgármesteri címert Kamper László grafikusművész készítette. A polgármesteri címer kidolgozását szakértőként figyelemmel kísérte és segítette: Csáky Imre címertörténész, Balogh Péter, a Rumi Rajki Műpártoló Kör elnöke, Dr. Melega Miklós, a Vas Megyei Levéltár igazgatója, Bődi Lívia, a Szombathelyi Szépítő Egyesület elnöke, Tóth Csaba művészettörténész, Feiszt György történész és Marosfalvy Antal művész.

## Népesség
Szombathely lakónépessége 2011. január 1-jén 78 884 fő volt, ami Vas megye össznépességének 30,7%-át tette ki. A város Vas vármegye legsűrűbben lakott települése, abban az évben az egy km²-en lakók száma átlagosan 809,1 fő volt. A népesség korösszetétele kedvezőtlen. A 2011-es év elején a 19 évesnél fiatalabbak népességen belüli súlya 19%, a 60 éven felülieké 25% volt. A nemek aránya kedvezőtlen, ugyanis ezer férfira 1111 nő jut. 2017-ben a férfiaknál 71,4, a nőknél 79,8 év volt a születéskor várható átlagos élettartam. A népszámlálás adatai alapján a város lakónépességének 5%-a, mintegy 3562 személy vallotta magát valamely kisebbséghez tartozónak. Közülük német, cigány és horvát nemzetiséginek vallották magukat a legtöbben.
Szombathely népessége a város vasúti csomóponttá való válásával és a betelepülő iparral egyetemben indult gyors iramban növekedésnek. A szocializmus idején a város népességnövekedését a központi fejlesztések és a környező falvak népességének elszívása biztosította. A rendszerváltást követően a népesség drasztikusan csökkenni kezdett az országos mutatókkal egyetemben. A legtöbben 1990-ben éltek a városban, 85 617-en, azóta csak csökken a város népessége, egészen napjainkig. Ma már kevesebben laknak Szombathelyen, mint 1980-ban. A megyeszékhely nem tudott kellő számban és árban kertes, családi házas lakóterületeket kínálni, azért a kiköltözések nagy száma miatt a város lakossága fogyott, miközben a környező agglomerációs településeken jelentős népességnövekedés ment végbe: Vasszécseny, Táplánszentkereszt, Torony, Sé, Perenye, Gencsapáti, Balogunyom.
A 2011-es népszámlálási adatok szerint a magukat vallási közösséghez tartozónak valló szombathelyiek túlnyomó többsége római katolikusnak tartja magát. Emellett az evangélikus és a református egyház szerepe is jelentős a városban.

### Etnikai összetétel
A 2001-es népszámlálás adatok szerint a város lakossága 81 9207 fő volt, míg a válaszadók száma 79 717. Ebből 78 027 fő magyarnak, míg 303 fő cigánynak vallotta magát, azonban meg kell jegyezni, hogy a magyarországi cigányok (romák) aránya a népszámlálásokban szereplőnél lényegesen magasabb. 638 fő német, 413 fő horvát és 107 fő szlovén etnikumnak vallotta magát.
A 2011-es népszámlálás adatok szerint a város lakossága 78 884 fő volt, ebből a válaszadók száma 69 034 fő volt, 65 472 fő magyarnak vallotta magát. Az adatokból az derül ki, hogy a magukat magyarnak vallók száma jelentősen csökkent tíz év alatt, ennek fő oka, hogy többen nem válaszoltak. Az elmúlt tíz év alatt a nemzetiségiek közül a németek (1574 fő) és a cigányok (609 fő) száma megkétszereződött Szombathelyen. A román (95 fő) nemzetiségűek száma megháromszorozódott. A magukat horvátoknak (441 fő) és szlovénoknak (130 fő) vallók száma kismértékben nőtt az elmúlt tíz év alatt. A megyén belül Szombathelyen él a legtöbb magát németnek, románnak, orosznak és bolgárnak valló nemzetiségi.

### Vallási összetétel
Szombathely lakóinak vallási összetétele 2011-ben
A 2001-es népszámlálási adatok alapján, Szombathelyen a lakosság több mint fele (89,4%) kötődött valamelyik vallási felekezethez. A legnagyobb vallás a városban a kereszténység, melynek legelterjedtebb formája a katolicizmus (76,6%). A katolikus egyházon belül a római katolikusok száma 62 504, míg a görögkatolikusoké 233 fő volt. A városban népes protestáns közösségek is éltek, főleg evangélikusok (2854 fő) és reformátusok (2224 fő). Az ortodox kereszténység inkább az országban élő egyes nemzeti kisebbségek (oroszok, románok, szerbek, bolgárok, görögök) felekezetének számít, számuk elenyésző volt az egész városi lakosságához képest (41 fő). Szerte a városban számos egyéb kisebb keresztény egyházi közösség működik. A zsidó vallási közösséghez tartózók száma 64 fő volt. Jelentős a száma azoknak a városban, akik vallási hovatartozásukat illetően nem kívántak válaszolni (10,2%). Felekezeten kívülinek a város lakosságának 6%-a vallotta magát.
A 2011-es népszámlálás adatai alapján, Szombathelyen a lakosság több mint a fele (58,1%) kötődött valamelyik vallási felekezethez. A két népszámlálás között eltelt tíz év alatt a városi lakosság vallási felekezethez való tartozás jelentősen csökkent, ennek egyik oka, hogy sokan nem válaszoltak. A legnagyobb vallás a városban a kereszténység, melynek legelterjedtebb formája a katolicizmus (52,3%). Az elmúlt tíz év alatt, a katolikus valláshoz tartozók száma negyedével esett vissza. A katolikus egyházon belül a római katolikusok száma 41 144 fő, míg a görögkatolikusok 119 fő volt. A városban népes protestáns közösségek is éltek, főleg evangélikusok (2136 fő) és reformátusok (1560 fő). Az ortodox kereszténység inkább az országban élő egyes nemzeti kisebbségek (oroszok, románok, szerbek, bolgárok, görögök) felekezetének számít, számuk elenyésző volt az egész városi lakosságához képest (22 fő). Szerte a városban számos egyéb kisebb keresztény egyházi közösség működik. A zsidó vallási közösséghez tartózók száma 39 fő volt.Összességében elmondható, hogy az elmúlt tíz év során minden egyházi felekezetekhez tartozók száma jelentősen csökkent. Jelentős a száma azoknak a városban, akik vallási hovatartozásukat illetően nem kívántak válaszolni (32%), tíz év alatt megháromszorozódott a számuk. Felekezeten kívülinek a város lakosságának 9,9%-a vallotta magát.

## Története

### Római kor

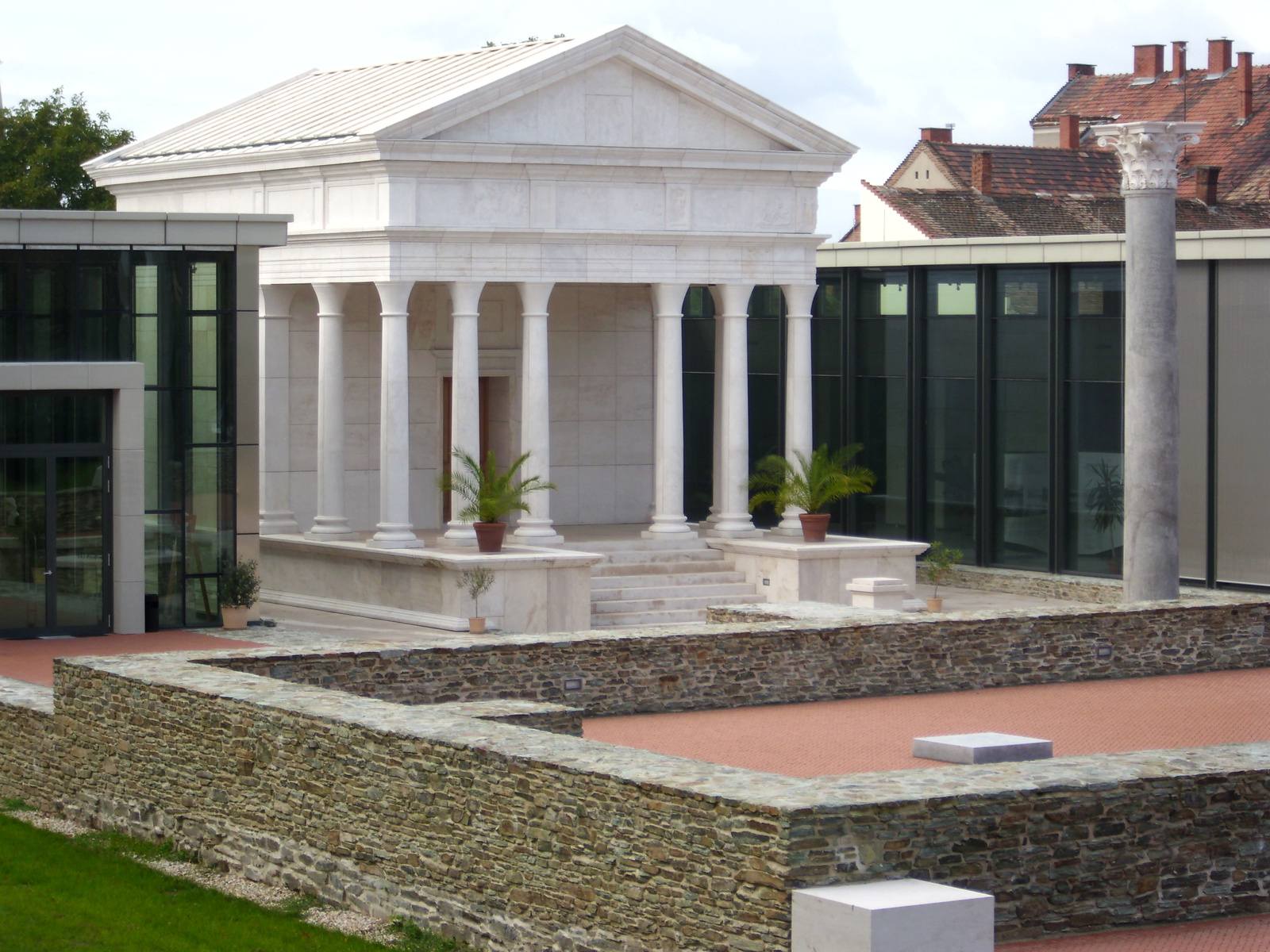
Az Ízisz-szentély rekonstruált főépülete, amely a mai Magyarország legrégibb városi rangú településének emlékhelye

Szombathely területe ősidők óta lakott, amit az itt előkerült kő- és csonteszközök is bizonyítanak. A város területének a Pannónia provincián átvezető fő kereskedelmi útvonal, a borostyánút melletti fekvése arra ösztönözte a rómaiakat, hogy itt előbb ló- és kocsiváltó helyet, majd várost létesítsenek. 43-ban Claudius császár colonia rangra emelte Colonia Claudia Savariensum (Savariaiak claudiusi kolóniája) néven. A név alakja az évszázadok során Sabariára változott. A város Felső-Pannónia vallási központja lett, palotája, fürdője, amfiteátruma épült. Savaria központi szerepének köszönhetően több római császárt is vendégül látott falai között.
Vélhetően az itteni keresztények elrettentését szolgálta Szent Quirinus sisciai püspök kivégzése, akit itt dobtak a megáradt Sibaris-patakba, malomkővel a nyakában. Itt szenvedett vértanúhalált sok keresztény, akiknek nevét nem jegyezte fel a történelem. A keresztényüldözéseknek Nagy Konstantin császár hatalomra jutása vetett véget, ő a szarmaták elleni hadjárata során 356-ban hosszabb ideig időzött Sabariában is. A császár uralkodása alatt átszervezte a tartományokat és a várost Pannonia Prima tartomány székhelyévé tette. Itt született az ókori Európa egyik nagy szentje, Szent Márton, aki később a galliai Tours püspöke lett. A hagyomány szerint lakóháza felett áll a Szent Márton-templom. Valentinianus császár halála után 377-ben a hunok kezdték elözönleni Pannóniát, Macrinus, a tartomány prefektusa saját seregének feláldozásával sem tudta megakadályozni a hunok és a velük szövetséges barbár népek hódítását, de a falakkal körülkerített város még ellenállt a népvándorlás özönének. A várost csak Attila hun király tudta elfoglalni 441 és 445 között. A hunok pusztítását a 456-ban bekövetkezett földrengés tetőzte be, amely lerombolta a várost.

### A város a középkorban
A súlyos pusztítások ellenére a város folyamatosan lakott maradt, városfalait helyreállították, a római épületek helyére azok anyagának felhasználásával kevésbé pompázatos lakóépületek épültek. A falak védelmet nyújtottak a lakosság számára. A latin nyelvű lakosság ugyan nagyrészt Itáliába menekült, de helyükre keleti gótok, majd longobárdok érkeztek, akik keveredtek a helyi lakossággal. 567-ben Alboin longobárd király behívta szövetségesül a Baján kagán vezette avarokat, akik segítségével legyőzte a gepidákat. Az új szövetséges azonban túl erősnek bizonyult, így a longobárdok Itáliába távoztak, helyükre avarok, majd azok segédnépeiként szlávok érkeztek. A 8. századra azonban az avar hatalom meggyengült és 795-ben a frank sereg döntő vereséget mért rájuk. A hadjáratból hazafelé tartó Nagy Károly frank király elzarándokolt Szent Márton szülővárosába, Savariába.

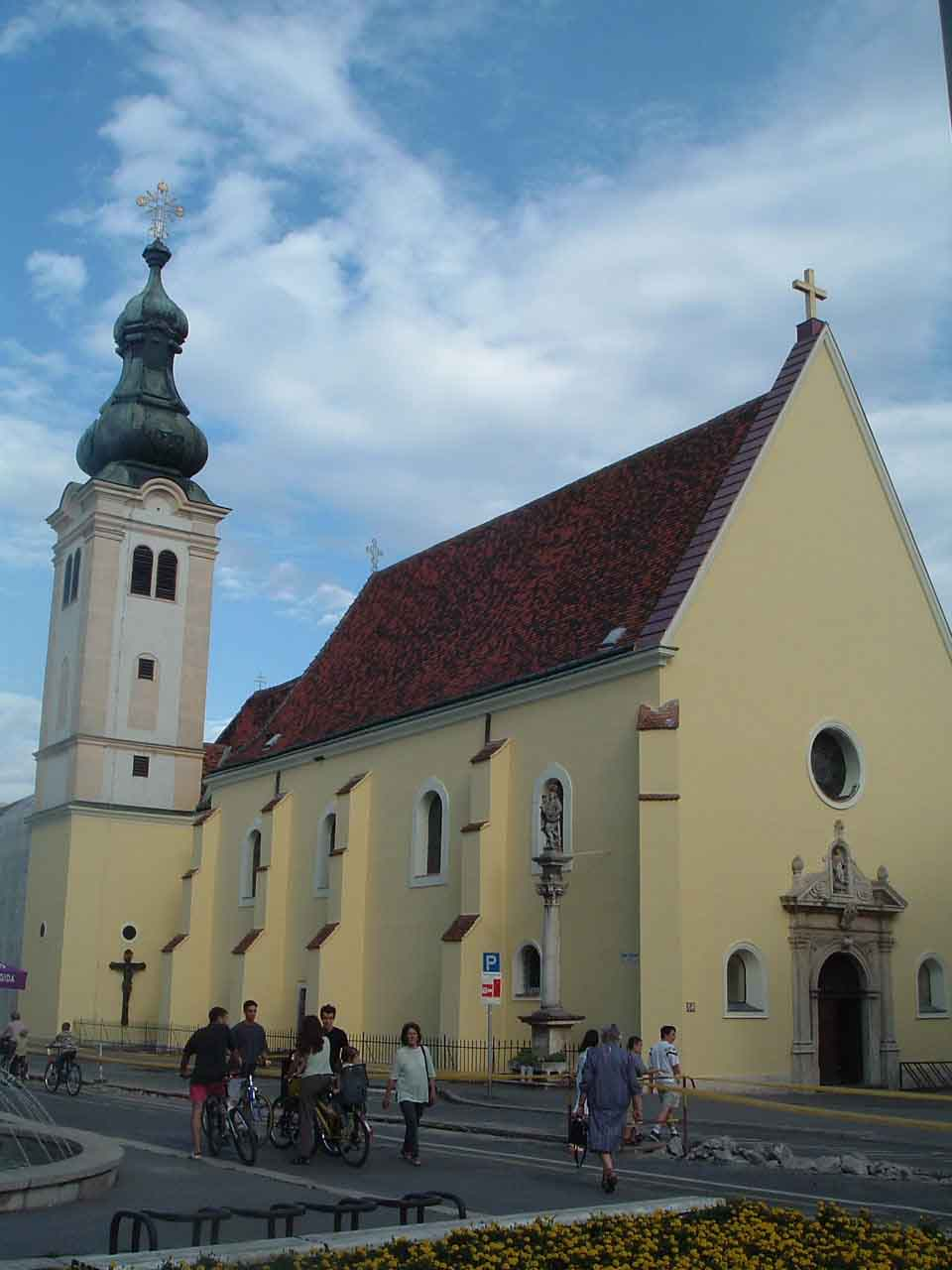
A szombathelyi ferences templom

805-ben Nagy Károly az avarok szállásterületéül a Duna és Savaria közti területet jelölte ki. Arnulf keleti frank király 875-ben a várost a salzburgi érseknek adta. Valószínűleg ekkor épült meg az egykori római központi fürdő épületének felhasználásával a vár is, amely kezdetben egy erődített lakótorony lehetett. Átmeneti morva uralom után 900 körül a várost elfoglalták a magyarok.
1009-ben Szent István a várost az újonnan alapított győri püspökségnek adta. Sokat szenvedett 1042 és 1044 között a III. Henrik német-római császár és Aba Sámuel közötti harcokban, de még többet a tatárjáráskor. Ekkor a tatárok bevették és teljesen elpusztították a várost, a lakosság a környező erdőkben ásott vermekben keresett menedéket – az erdőt a nép sokáig vermes erdőnek nevezte.
1407-ben Szombathely városi rangot kapott. 1440-ben a város mellett győzte le Cillei Ulrik hada I. Ulászló király seregét, majd a felek itt kötöttek békét 1441. április 19-én. Alig fél évszázad múltán III. Frigyes császár fiának, Miksának serege ostromolta meg a várat, de Tamás győri püspök várőrsége az ostromot még visszaverte, 1490-ben azonban a város mégis Miksa birtokába került. 1491-ben a pozsonyi szerződés a várost visszaadta Ulászlónak. A város a győri püspökök kegyéből számos szabadalommal és kiváltsággal rendelkezett. Fejlődésére nagy befolyással volt, amikor 1578-ban az országgyűlés határozata alapján a vasvári káptalant Szombathelyre költöztették át, ettől kezdve Vas vármegye székhelye lett. Ekkor a vár körüli addig üres területekre új épületeket emeltek, iskolái a jezsuiták irányítása alatt nagy virágzásnak indultak.
A fellendülésnek 1605-ben Bocskai István hadjárata vetett véget. A Némethy Gergely vezette többezres sereg megostromolta és bevette a várost és a várat. A városi levéltár iratait Németújvárra menekítették, de azok az ott keletkezett tűzben megsemmisültek.

### A város története az újkorban

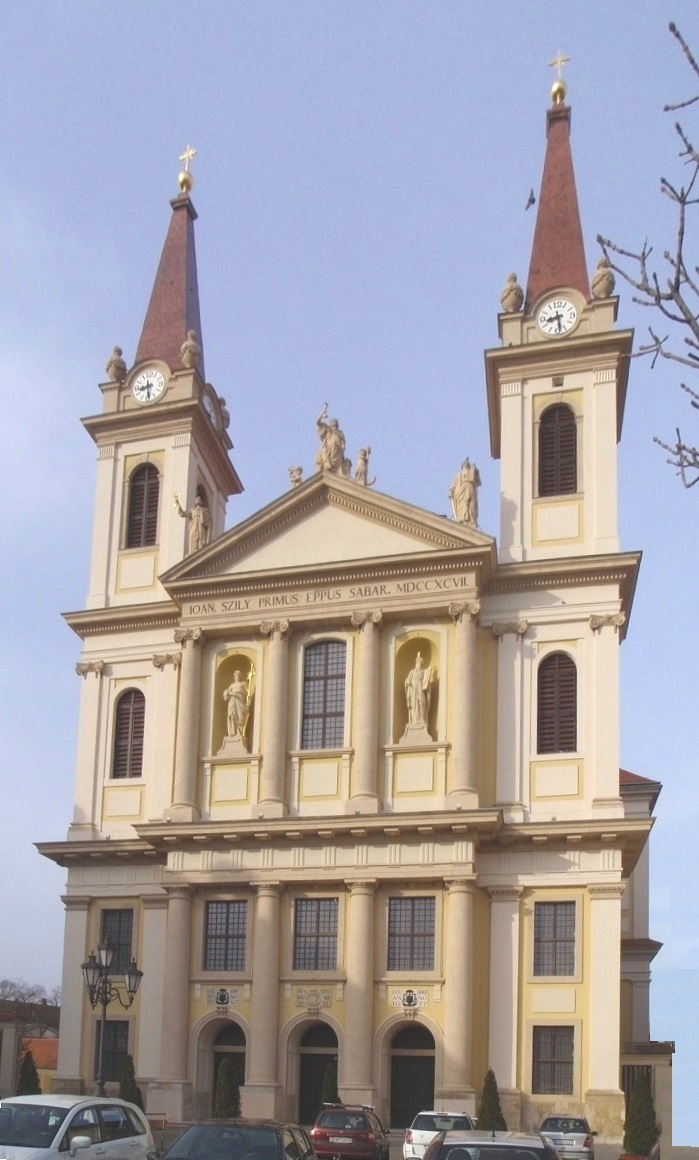
A Sarlós Boldogasszony-székesegyház

Az újkor kezdetén a töröktől való állandó félelem tartotta rettegésben a várost. 1664-ben a török sereg egészen Szentgotthárdig hatolt be a vármegyébe, de ott vereséget szenvedett. 1683-ban újabb nagy török hadjárat indult Bécs ellen, a Bécs alatt vereséget szenvedett török sereg fosztogatva vonult vissza, de Szombathelyt a városfalak ezúttal is megvédték. A török kiűzése nagy megkönnyebbülést jelentett a városnak is, és mivel a 17. század végi kuruc harcok nem érintették, viszonylag békésebb időszak következett.

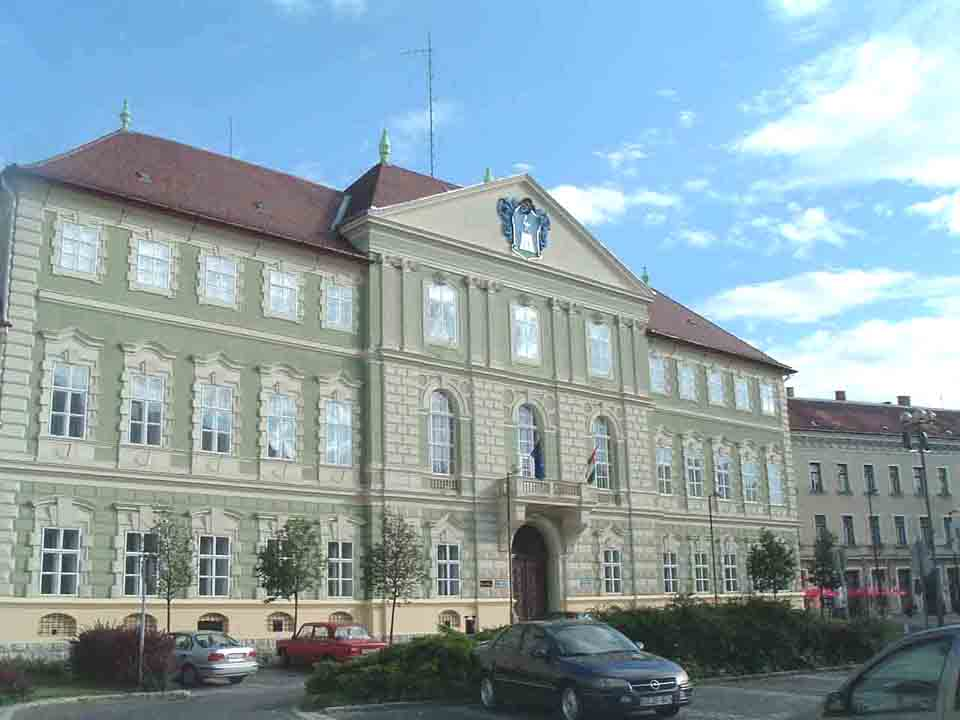
A vármegyeháza

A Rákóczi-szabadságharc hírére a város a fejedelem mellé állt, 1704-ben 36 hajdút állított ki és nagy mennyiségű ellátmányt szállított Ocskay László táborába. Rövidesen azonban császári hadak szállták meg és 1705 novemberéig császári kézen maradt. Ekkor a Heister tábornokot Szentgotthárdnál megszalasztó Bottyán János kuruc serege szabadította fel. 1706 elején ismét császári kézre került, de az év végén újra a kurucok voltak az urai. 1707 elején maga Bottyán is a városban rendezte be főhadiszállását. Két hónap múlva Rabutin császári serege vonult be a városba, júniusban már újra a kurucoké volt. Bottyán felkelésre szólította fel a környék nemességét és a felhívásra 7000 fegyveres gyűlt össze, mellyel Bottyán Stájerországra támadott. Válaszul Starhemberg tábornok császári serege tört be az országba és a város 1710-ben császári kézre került.
Alig ért véget a hadak pusztítása, júniusban szörnyű pestisjárvány sújtotta a várost, amelynek 2000 lakos esett áldozatul. A csaknem kipusztult városi népességet a környékről bevándorlókkal pótolták, akik legnagyobb része Kőszeg, Rohonc és Pinkafő környékéről bevándorolt németajkú polgár volt. A város magyar polgárságát elveszítve ettől kezdve német jelleget öltött, ezzel a város virágzásának új szakasza indult meg. Zichy Ferenc győri püspök támogatásával 1772-ben megépült a gimnázium, majd 1777-ben Mária Terézia királynő megalapította a Szombathelyi egyházmegyét, és annak élére egy rendkívül művelt és széles látókörű embert, Szily János püspököt nevezte ki. Az új püspök máris nagy lendülettel látott munkához, lebontatta a rossz állapotú várat és a vártemplomot, és helyére nagyszabású épületeket emeltetett. Ekkor épült meg a Sarlós Boldogasszony-székesegyház, a püspöki palota és a környező egyházi épületegyüttes. 1793-ban megnyílt a bölcseleti iskola, ahol gróf Széchenyi István is tanult.
| „SZOMBATHELY: Sabaria. Szabad püspöki Város Vas Vármegyében, fekszik igen kies helyen, Gyöngyös vize mellett, Kőszeghez 2 mértföldnyire. Hajdani fénnyét, nevezetességeit, ritkaságait, és történeteit e’ napról napra öregbedő Városnak, mellyet e’ Városnak új Felelevenítője M. Felső Szopori Szili János ő Excellentziája tulajdon kőltségével nyomtattatott, és e’ Püspöki Megyének 1777dik esztendőbéli felállíttatásától ólta példás buzgósággal, és nagy kőltséggel díszesíti e’ Várost. Lakosai Magyarok, ’s Németek is, és leginkább katolikusok. Épűletei között legnevezetesebb az a’ ritka szépségű, nagy kőltséggel készűltt Szentegyház, mellyet fellyebb említett Mélt. Püspök ő Excellentziája építtetett. Valóban sokkal nevezetesebbek e’ Szentegyháznak drága ékességei, mint sem itten előadhatnánk; és a’ kik az illyen ritkán található pompás alkotmányokban gyönyörködnek, ennek megszemlélgetésében nem kevés örömet fognak érezni. Nevezetes épűlet továbbá itten a’ Püspöki Rezidentzia, mind alkotmányára, mind ékességeire, mind pedig a’ Városnak viszontagságait benne szemlélhető festéseire nézve; nemkülömben a’ Püspöki Kápolna is, mellyben lévő drága Feszűlet tsudálkozásba meríti a’ nézőt. Közel van e’ Püspöki szép Rezidentziához a’ kis Papokat nevelő díszes ház is, a’ hol jeles Könyvtár szaporíttatik az iffjú Papoknak haszonvételekre. Szomszédságában épűlt más felől a’ Püspöki Rezidentziának a’ Vármegyeháza, melly hasonlóképen öregbíti e’ Püspöki Városnak díszét, és e’ N. Vármegyebéli Uraságoknak méltó, alkalmatos, sőt tekéntetet szerző gyűlési helyet szolgáltat. Ékesítik ez említett épűleteken kivűl a’ Várost néhai Gróf Szécsényi Érsek által fundáltt Klastromok, és Szentegyházak; nemkülömben a’ Káptalanbéli Uraságnak lakó házaik, az Oskola, és a’ piatz körűl épűltt külömbféle jelesebb épűletek, mellyek naponként szaporíttatnak, és az egész Város mintegy új színbe őltözik, régiebb állapottyához képest. Lakosai rész szerént kézi mesterségeknek folytatása, rész szerént gazdáskodás, és föld mívelésből élnek. Nevezetesíti a’ Nemes Seregnek 1797dik esztendőbéli táborozása, mellynek emlékezetére lásd T. T. Nagy János Úrnak Verseit a’ M. Hírmondóban. Határja, ’s vidékje igen kies, és jó termékenységű, borai egésségesek, réttyeik, legelőjik külömbfélék, malmaik alkalmatosak, Gyöngyös, és Perente vize, mellyet Kenyér vizének is neveznek némellyek, elég hasznosak, ámbár áradásaik által károsak is; piatzok helyben, és Kőszegen.” Forrás: (Vályi András: Magyar országnak leírása, 1796–1799) |

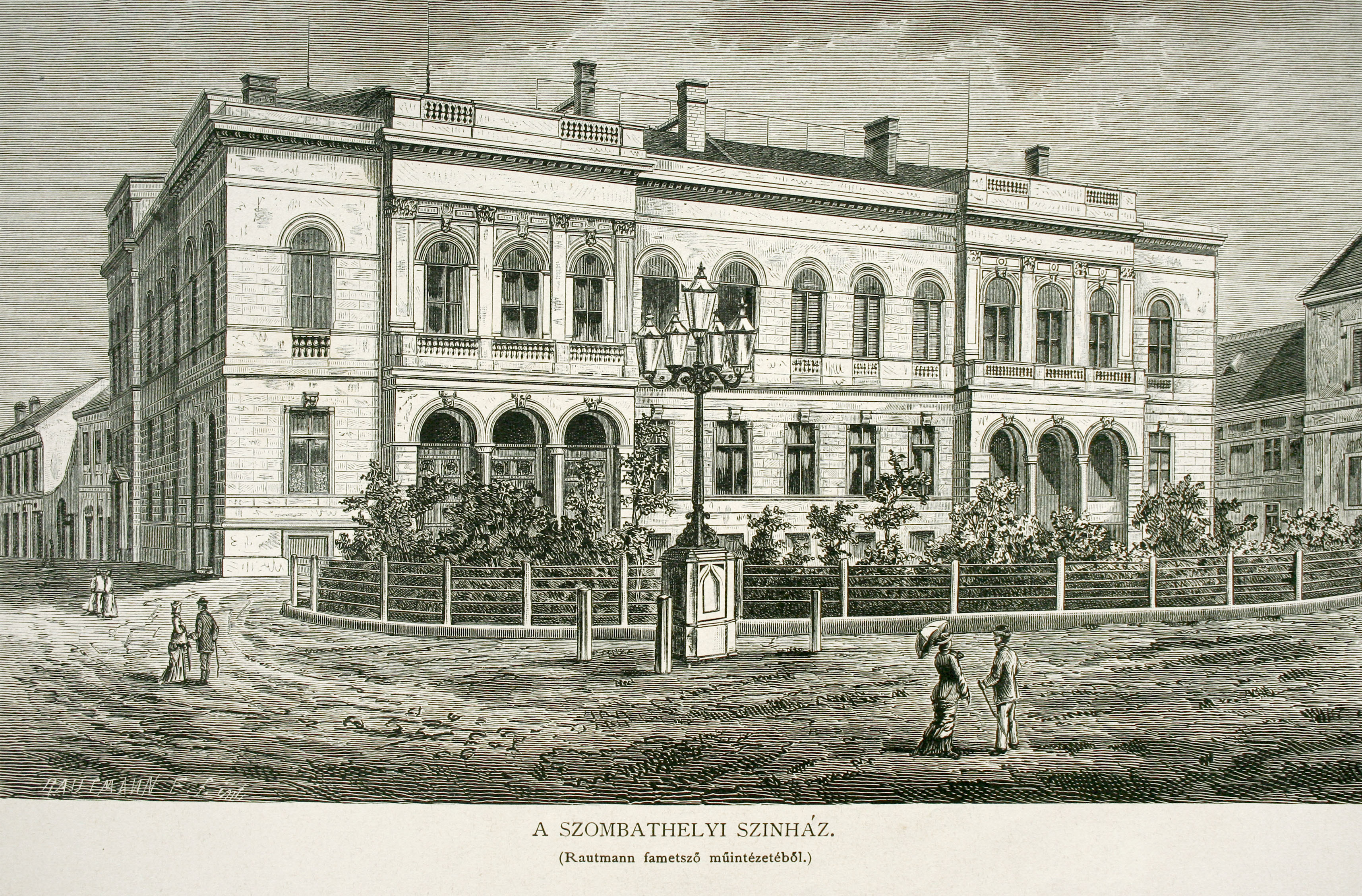
A színház épülete 1880-ban

1809. május 31-én I. Napóleon francia hadai vonultak be a városba, a város piacterén kisebb harc bontakozott ki a várost védő magyar nemesi sereg és az ellenség között. A franciák 110 napig tartották megszállva a várost, ezalatt tervezték meg francia mérnökök a megyeházát és a Szily János u. és a Petőfi Sándor u. sarkán álló épületet. Az 1817-ben keletkezett nagy tűzvészben a város kétharmada leégett, 1831-ben pedig kolera pusztított. 1832-ben felépült a város határán kívül az ortodox zsinagóga.
Az 1848. márciusi pesti forradalom híre itt is nagy lelkesedést keltett. A megyei közgyűlés március 17-én Horváth Boldizsár főjegyző vezetésével elfogadott egy 16 pontból álló petíciót, amelyben hitet tett az új eszmék mellett. Kossuth szavára a város is megmozdult, december 10-én a székesegyházban nagy ünnepséggel szentelték meg a 44. honvédzászlóalj zászlaját. December 28-án császári csapatok szállták meg a várost és a nemzeti jelképek eltávolítására szólították fel a lakosságot. A harcok Szombathelyt nem érintették, mindvégig császári kézen maradt.
1866-ban a porosz-osztrák háború költségeihez a város 13 önkéntessel és pénzzel járult hozzá. 1867-ben, a kiegyezés utáni új kormány igazságügyi minisztere a város képviselője, Horváth Boldizsár lett. Neki is köszönhető, hogy a város a 19. század utolsó évtizedeiben gyors fejlődésnek indult, lakossága elérte a 20 000 főt. 1865-ben megépült a nagykanizsai vasútvonal, majd az 1871-es és 1872-es újabb vasútépítések a várost a Nyugat-Dunántúl közlekedési csomópontjává tették. 1885-ben a szomszédos Ó-Perint és Szentmárton községeket egyesítették a várossal.
1890. novemberében elkészült az első aszfalt borított járda az Úri – ma Széchenyi – utcában. Az aszfalt burkolat ötletét még 1870-ben a Vasmegyei Lapok ajánlotta a szombathelyi városvezetés figyelmébe párizsi példára ahol már elterjedt a por -és sármentes, nesztelen járást biztosító burkolat.
A város fellendülésének nagy korszaka Éhen Gyula polgármester idején kezdődött. 1895 és 1902 között megépült a vízvezeték- és csatornahálózat, az utcákat szilárd burkolattal látták el. 1900 júniusában például a Szily János utca kapott kavicsburkolat helyett aszfalt kialakítást. Új közlekedési eszközként megjelent a villamos, amely a vasútállomást kötötte össze a városközponton keresztül kelet-nyugati irányban a Kálvária templommal. Felépült a városi Kaszinó és a Nagyszálló épülete, ekkor épült ki a Széll Kálmán utca palotasora is. Megalakult a Fehérkereszt Egyesület és megépült a gyermekmenhely, amely a vidéken az első ilyen intézmény. Megalakult a városi Kultúregyesület, a városban pezsgő társadalmi élet alakult ki. Négy évtized alatt a város lakossága megnégyszereződött. Brenner Tóbiás polgármestersége alatt 1904-ben megindult a zenei oktatás a Zeneiskolában, megalakult a város szimfonikus zenekara. Megépült a városi Kioszk épülete, a népfürdő, a múzeum, a domonkosok és a karmeliták kolostora és az erdei iskola. Emellett számos díszes palota épült a belvárosban is.

### A modern Szombathely kialakulása

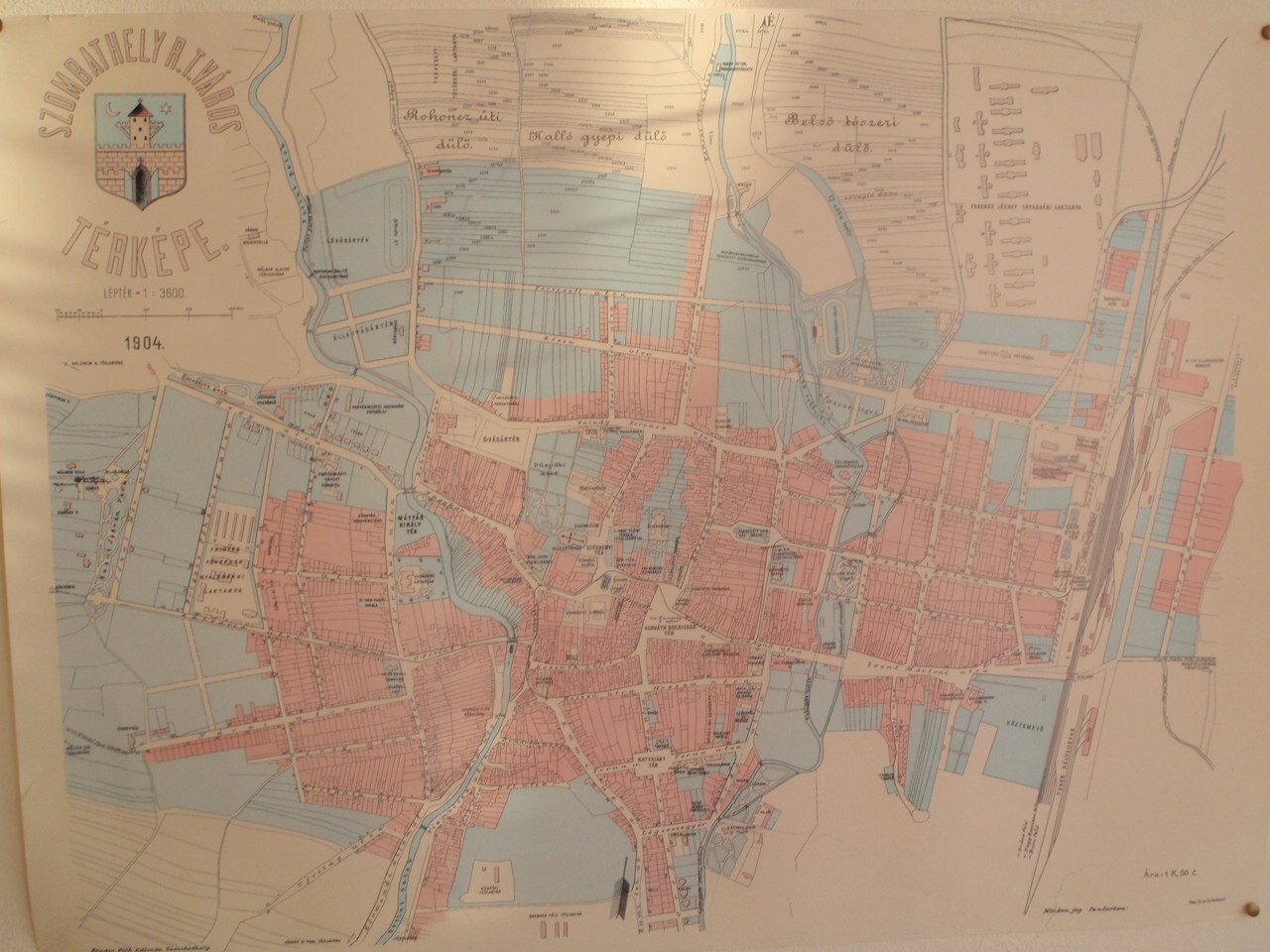
Szombathely várostérképe 1904-ből

Az első világháború és annak következményei visszavetették a város fejlődését. A trianoni békeszerződés következtében Vas vármegye elveszítette nyugati – többségben német ajkú – területeit. Az országhatár mindössze 10 km-re került a várostól. Ezzel a város megszűnt Nyugat-Magyarország központja lenni. A város egyik színhelye volt az első királypuccs eseményeinek. Ide érkezett 1921. március 26-án IV. Károly király, és a püspöki palotában tanácskozott a Teleki-kormány képviselőivel. A város hatalmas lelkesedéssel fogadta, innen indult Budapestre, ahol a puccskísérlet kudarcot vallott. Kiheverve a hanyatló korszakot az 1920-as évektől újabb fejlődési korszak kezdődött. Új városrendezési terv készült. Ekkor épült az új városmajor, a csendőrlaktanya, a Leánygimnázium, a Női felső kereskedelmi iskola, a gazdasági szakiskola, az új városi bérpalota. Tisztviselői lakások és száz új szükséglakás is épült. Bővítették a városházát és a vízműveket. 1926 és 1929 között megépült a megyei kórház, az egész Dunántúl akkori legmodernebb kórháza.

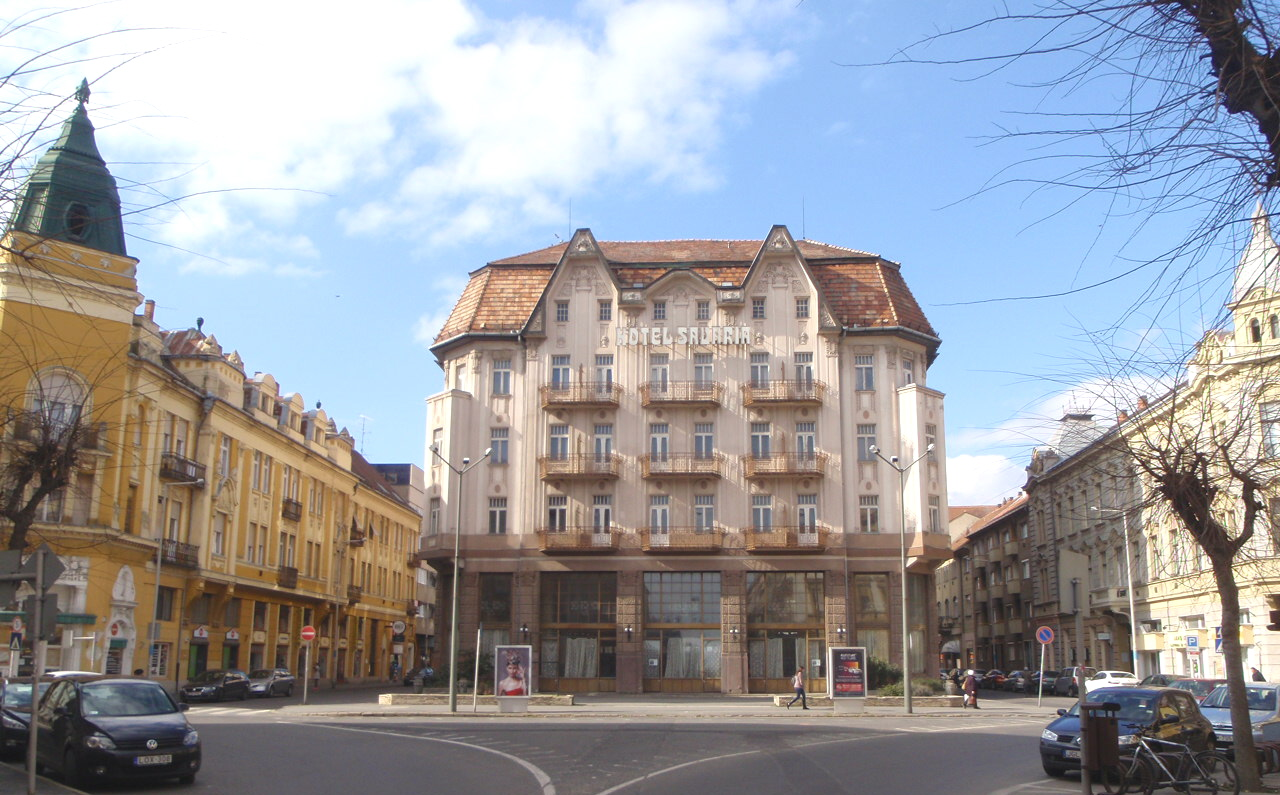
A Savaria nagyszálló

A második világháború eseményei nagy megpróbáltatásokat hoztak a városnak. A menekülő nyilas államhatalom intézményei Szombathelyen és környékén rendezkedtek be, ennek következtében 1945. március 4-én a szövetséges légierő nagy erejű csapást mért a városra. A halottak száma több százra rúgott. A belváros épületeinek jelentős része pusztult el, köztük a székesegyház és a városháza. Az épületek több mint fele sérült meg. A támadás következtében Szombathely az ország ötödik legsúlyosabb károkat szenvedett városa lett.

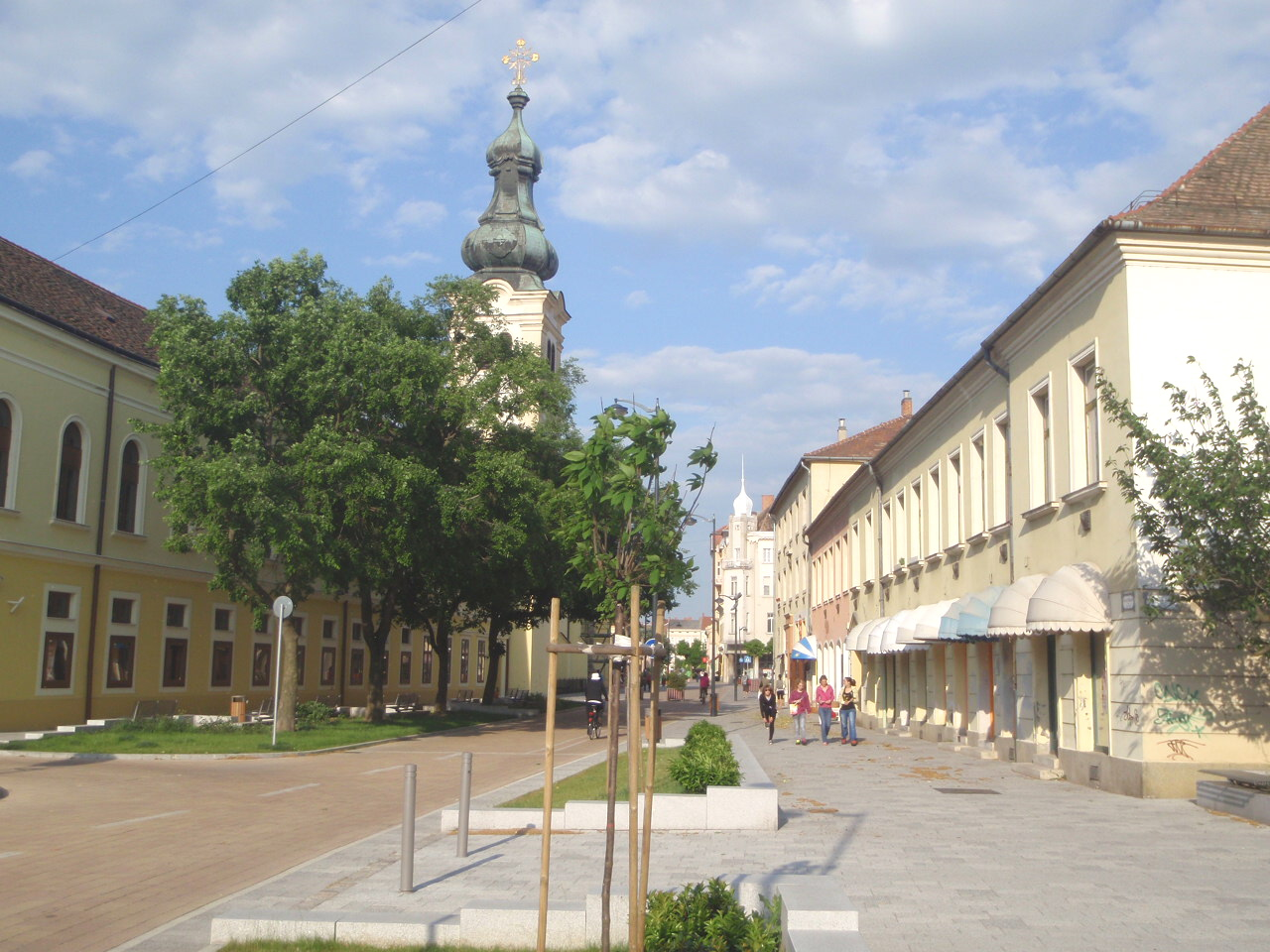
Belváros – Szent Márton út

1955-ben egy építkezés kapcsán a Thököly és Rákóczi utca sarkán a mai ISEUM helyén találtak rá arra a régészeti lelőhelyre, amelynek 6 évig tartó kutatásával az egész szentélykerület feltátása megtörtént. 1963. szeptember 8-án pedig elkészült az ISEUM első rekonstrukciója.
1956-ban a város népe is lelkesedéssel fogadta a forradalmi eseményeket. Megalakult a Forradalmi Bizottság és a Nemzetőrség. November 4-én az oroszok váratlanul rajtaütöttek a Nemzetőrség épületén és az ott tartózkodó fiatal nemzetőröket válogatás nélkül meggyilkolták. Az első nagyobb lakótelep a Derkovits-lakótelep építése 1963-ban indult. Ezután egymás után épültek a modern lakótelepek: a KISZ-, a Joskar Ola-, a Stromfeld-, majd az Oladi lakótelep. A városban új nagyüzemek épültek, melyek közül legjelentősebbek a Latex, a Remix, a Falco forgácslapgyár, majd a 70-es években a Rába futóműgyár.
A 20. század során a város területe számos környező község csatlakozásával növekedett. Szombathelyhez csatolták 1933-ban Gyöngyösszőllőst, 1950-ben Gyöngyöshermánt, Herényt, Kámont, Oladot, Perintet és Szentkirályt (az 1935-ben hozzá csatolt Zarkaházával), végül 1969-ben Zanatot. 1966-ban elkészült a KRESZ-park.
1973. augusztus 19-én átadták a Savaria Mozit, augusztus 20-án pedig a Vasi Múzeumfalu nyitotta meg kapuit.

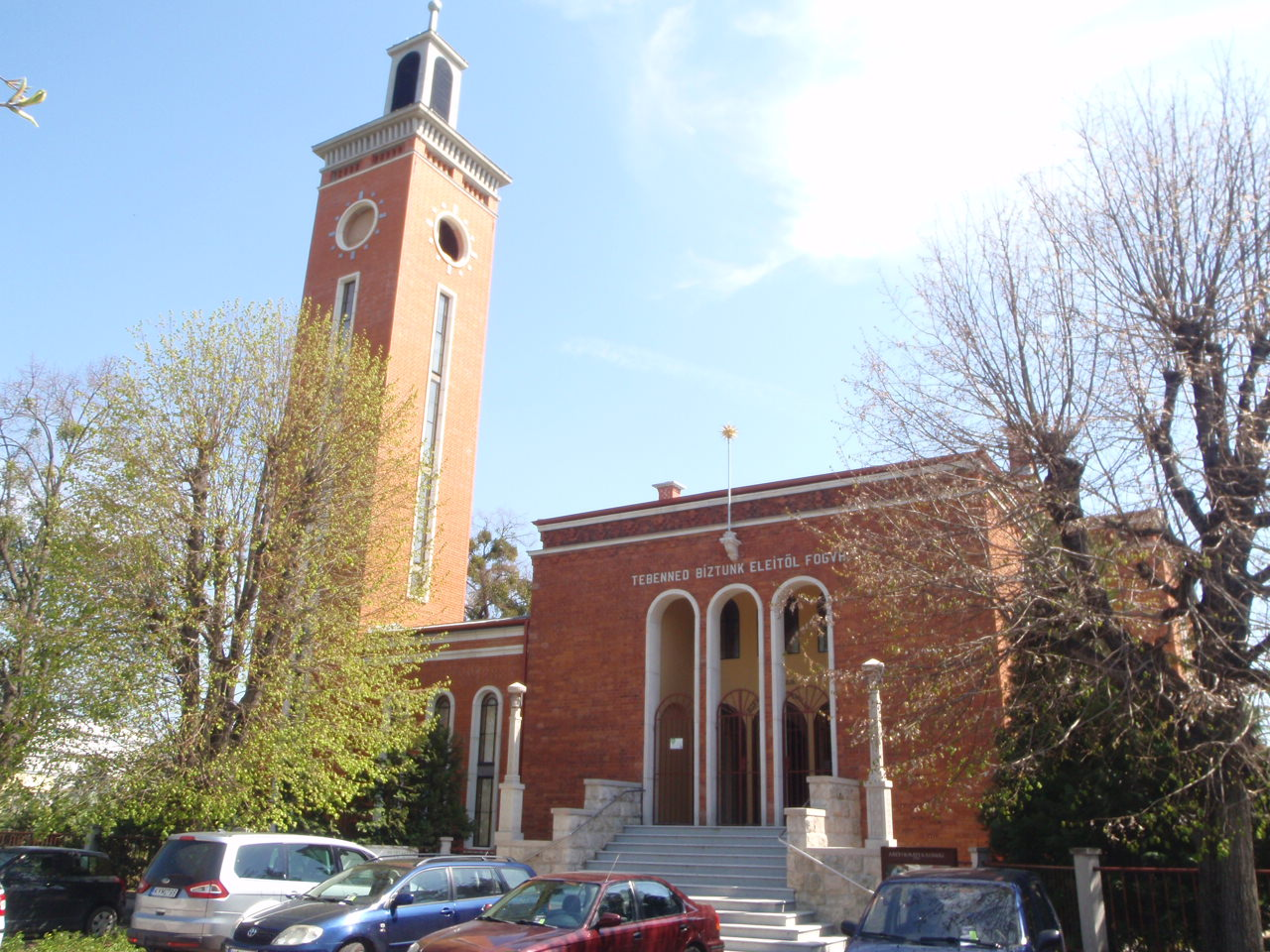
Református templom, tornya 2015-ben épült

Az 1980-as években átszervezték a belváros forgalmát, a Fő térről kiiktatták a gépjárműforgalmat és az új, széles Thököly utcára terelték. Megépült a belső, majd a külső körgyűrű is. Megnyílt a Megyei Könyvtár épülete, fedett uszoda, képtár épült. 2000-ben felújították a város hagyományos történelmi karneválját, mely nemzetközi hírű eseménnyé nőtte ki magát.
A rendszerváltozás után a városnak SZDSZ-es polgármestere lett Wagner András (1990–1998) személyében, akit Szabó Gábor (Fidesz, 1998–2002), dr. Ipkovich György (MSZP, 2002–2010), majd dr. Puskás Tivadar (Fidesz-KDNP, 2010-2019) követtek. A jelenlegi polgármester Dr. Nemény András (Éljen Szombathely, 2019-)
1991. augusztus 19-én Dr. Konkoly István püspök meghívására II. János Pál pápa a városba látogatott és szentmisét celebrált a repülőtéren. A Szentatya látogatásának emlékét ma is őrzi: egy-egy bronz emléktábla a püspöki palotában és a székesegyházban, a térdeplő a Madonna-kápolnában, valamint a pápai oltár hatalmas keresztje a Martineum Felnőttképző Akadémia kertjében.
Az 1990-es évektől megvalósult a várost elkerülő körgyűrű kiépítése, majd elkezdődött a 86-os és 87-es főutak közös szakaszának négysávosítása. A 2000-es évekre elkészült a Székesfehérvár-Veszprém-Szombathely vasútvonal villamosítása is. Az Európai Unióhoz való csatlakozással új lehetőségek nyíltak a város előtt, hogy a nyugat-magyarországi és dél-burgenlandi térség központjává váljon. Ezt segítette a várost Felsőőrrel összekötő 89 sz. és B63-as főút új nyomvonalon való megépítése a határ mindkét oldalán, amely a két város közti menetidőt majdnem felére csökkentette. Ma a Nyugat-Dunántúli régió egyik központja.

A megújult Fő tér

Szombathely egykor katonaváros volt. A MH 37. Savaria Gépesített Lövészdandár, illetve a Magyar Honvédség más alakulatai állomásoztak az egykori Savaria, korábbi nevén Garasin Laktanyában.

## Politika
| Polgármester (1848-1849)           | Polgármester (1848-1849) | Polgármester (1848-1849)                                                         | Polgármester (1848-1849) |
| ---------------------------------- | ------------------------ | -------------------------------------------------------------------------------- | ------------------------ |
| 1848-1849                          | Hodászy József           |                                                                                  |                          |
| Városbíró (1849-1872)              |                          |                                                                                  |                          |
| 1849–1858                          | Taschler József          |                                                                                  |                          |
| 1858–1858                          | Kreutz József            |                                                                                  |                          |
| 1858–1859                          | Jenik Imre               |                                                                                  |                          |
| 1860–1860                          | Stallner Ferenc          |                                                                                  |                          |
| 1861–1861                          | Turkovics János          |                                                                                  |                          |
| 1862–1867                          | Tascher József           |                                                                                  |                          |
| 1867–1867                          | Jenik Imre               |                                                                                  |                          |
| 1868–1871                          | Tulok János              |                                                                                  |                          |
| Polgármester (1872-1950)           |                          |                                                                                  |                          |
| 1872–1878                          | Bárdossy István          |                                                                                  |                          |
| 1878–1885                          | Grimm Károly             |                                                                                  |                          |
| 1885–1887                          | Varasdy Károly           |                                                                                  |                          |
| 1887–1892                          | Szabó Ernő               |                                                                                  |                          |
| 1892–1895                          | Török Sándor             |                                                                                  |                          |
| 1895–1902                          | Éhen Gyula               |                                                                                  |                          |
| 1902–1914                          | Brenner Tóbiás           |                                                                                  |                          |
| 1914–1930                          | Kiskos István            |                                                                                  |                          |
| 1930–1941                          | Ujváry Ede               |                                                                                  |                          |
| 1941–1944                          | Mészáros Hugó            |                                                                                  |                          |
| 1944–1945                          | Vass Béla                |                                                                                  |                          |
| 1945–1945                          | Csermely Gyula           |                                                                                  |                          |
| 1945–1948                          | Németh István            |                                                                                  |                          |
| 1949–1950                          | Pintér György            |                                                                                  |                          |
| Tanácselnökök (1950-1990)          |                          |                                                                                  |                          |
| 1950–1953                          | Márffy Ferenc            |                                                                                  |                          |
| 1954–1957                          | Bencsik Zoltán           |                                                                                  |                          |
| 1957–1958                          | Németh István            |                                                                                  |                          |
| 1958–1963                          | Várnai László            |                                                                                  |                          |
| 1963–1977                          | Gyurácz János            |                                                                                  |                          |
| 1977–1989                          | Czinzek Miklós           |                                                                                  |                          |
| 1989–1990                          | Elek Tibor               |                                                                                  |                          |
| Polgármester (1990-től napjainkig) |                          |                                                                                  |                          |
| 1990–1994                          | Wagner András            | SZDSZ                                                                            |                          |
| 1994–1998                          | Wagner András            | SZDSZ                                                                            |                          |
| 1998–2002                          | Dr. Szabó Gábor          | Fidesz-MDF                                                                       |                          |
| 2002–2006                          | Dr. Ipkovich György      | MSZP-SZDSZ                                                                       |                          |
| 2006–2010                          | Dr. Ipkovich György      | MSZP-SZDSZ                                                                       |                          |
| 2010–2014                          | Dr. Puskás Tivadar       | Fidesz-KDNP                                                                      |                          |
| 2014–2019                          | Dr. Puskás Tivadar       | Fidesz-KDNP                                                                      |                          |
| 2019–2024                          | Dr. Nemény András        | Éljen Szombathely Egyesület-Momentum-DK-MSZP-Párbeszéd-LMP-MKKP-Szolidaritás-MMM |                          |
| 2024–                              | Dr. Nemény András        | Éljen Szombathely Egyesület                                                      |                          |

### A 2024-es önkormányzati választás eredménye
- A polgármester-választás eredménye[29]

| Jelölt neve       | Jelölő szervezet(ek) | Jelölő szervezet(ek)            | Szavazatok száma | Szavazatok aránya |
| ----------------- | -------------------- | ------------------------------- | ---------------- | ----------------- |
| Dr. Nemény András |                      | Éljen Szombathely! Egyesület    | 25 231           | 64,92%            |
| Lenkai Nóra       |                      | Fidesz – KDNP                   | 11 767           | 30,28%            |
| Dr. Danka Lajos   |                      | Mi Hazánk                       | 1047             | 2,69%             |
| Balassa Péter     |                      | Konzervatívok Egy Jobb Városért | 819              | 2,11%             |
| Összesen          |                      |                                 | 38 864           | 100%              |

- A képviselőtestület-választás eredménye[30]

| Párt | Párt                         | Mandátumok | Képviselő-testület | Képviselő-testület | Képviselő-testület | Képviselő-testület | Képviselő-testület | Képviselő-testület | Képviselő-testület | Képviselő-testület | Képviselő-testület | Képviselő-testület | Képviselő-testület | Képviselő-testület | Képviselő-testület |
| ---- | ---------------------------- | ---------- | ------------------ | ------------------ | ------------------ | ------------------ | ------------------ | ------------------ | ------------------ | ------------------ | ------------------ | ------------------ | ------------------ | ------------------ | ------------------ |
|      | Éljen Szombathely! Egyesület | 13         | P                  |                    |                    |                    |                    |                    |                    |                    |                    |                    |                    |                    |                    |
|      | Fidesz – KDNP                | 4          |                    |                    |                    |                    |                    |                    |                    |                    |                    |                    |                    |                    |                    |
|      | Mi Hazánk                    | 1          |                    |                    |                    |                    |                    |                    |                    |                    |                    |                    |                    |                    |                    |

## Gazdasági élete

### Kézművesipartól a gyáriparig (1604-1848)
Szombathely korai, középkori ipara kézművességen alapult. A különböző mesterek céhekbe tömörültek. Elsőként a ruházati termékeket előállító, bőrárukat készítő mesterek jelentek meg a városban. Velük együtt az élelmiszeripar alapját jelentő mészárosok, molnárok, pékek is megjelentek. A vásárokon a csizmadiák, vargák, kovácsok, csiszárok, szabók, szűcsök, gerencsérek portékáit keresték a városlakók és a környező falvak jobbágyai.
A dokumentumok szerint elsőnek a szabók alakították meg céhüket 1604-ben, majd a vargák 1613-ban. 1614-ben az ötvösök, csiszárok, lakatosok, nyereggyártók alapítottak céheket. A csizmadiák 1635-ben, a csapók 1639-ben, a mészárosok 1671-ben tömörültek céhbe. 
A szombathelyi ötvösök munkái közül Szaniszló Márton XVIII. századi ereklyetartóját és Beck Vilmos és Beck György szelencéit és kisplasztikáit iparművészeti remekként tartották nyilván. De az óráscéh tagjainak Gohm Márkusnak, Pösell Ferencnek, Köstler Jánosnak a munkái, az általuk készített művészi órák, mind mesterségbeli tudásukról árulkodik. A mesterek munkái Ausztriába és Horvátországba is eljutottak.
A XVI-XVII. századból ránk maradt források szerint, az azonos ipart, foglalkozást űző mesterek ugyan abban az utcában, vagy a szomszédos utcában laktak. A török hódítás következtében görög-makedón kereskedők, iparosok főleg tímárok telepedtek meg a városban. Az ötvösök a Kám utcában, vargák, csizmadiák, tímárok a Perint patak közelében, a Karicsában és a Forró utcában laktak. A szabók jó része a Gyöngyös utcában, a Piac téren, és a Föl utcában (Kőszegi utca) élt. 1802-ben 263 iparos élt a városban, akik 43 féle szakmát űztek.

### Az iparosodó Szombathely (1864-től)
1848 után a céhek jelentősége megszűnt. A kisipart felváltotta a gyáripar. 1864-től a sopron-nagykanizsai vasútvonal megépítésétől Szombathely, rivális nélkül fejlődhetett a megye ipari, kereskedelmi, közlekedési, gazdasági, kulturális központjává. A közlekedés fejlődése, a folyamatosan kiépülő vasúti csomópont jelentősége, az osztrák határ közelsége, valamint az Ausztriával kötött vámszövetség, (a belső vámhatár eltörlése) mind kedvezően hatottak a város fejlődésére. Sorra jelentek meg az új üzemek, gyárak. A századfordulón 13 különböző gyár működött a városban.
Közülük jelentősebbek: a Pohl E. és Fiai Gépgyára (1865); Mayer-féle Magyar Motor- és Gépgyár Rt. (1911); Magyar Királyi Államvasutak Szombathelyi Műhelye (1871); Szombathelyi Magyar Pamutipar (1899); Stricker-féle bőrgyár (1899); Mayer Mór és Fia Gyufagyár (1869); Hübner és Pohl téglagyára (1851); Putsch Sándor Gyapjúáru-, Szőnyeg- és Takarógyár; Egyesült Zsinór, Paszomány- és Szaruárugyár Rt. stb.
A század eleji állami ipartámogatásnak köszönhetően: fűrésztelep; gőzmalom; nyomda; légszeszgyár; gyapjúgyár kezdi meg működését.
Ezek között voltak kevésbé tőkeerős vállalkozások, melyek a konjunkturális ingadozásokat, válságokat (I. világháború) nehezen kezelték és megszűntek, vagy nem tudtak fejlődni. A város kereső lakosságának több mint egyharmada mindig iparral foglalkozott, de a gyáripari munkásság száma sohasem érte el az iparból élők felét, harmadát sem.

### 1945 – 1989
A második világháború után viszonylag rövid időn belül sikerült a gyárakat helyreállítani, termelésüket megindítani. 1948-1949-ben a gyárakat államosították. Megkezdődött a bővítésük, fejlesztésük is. 1946-ban a város gyáriparában hozzávetőleg 3000 munkás dolgozott, 1958-ban számuk meghaladta a 8000-et, 1980-ban a 22000-et. Ekkoriban vált Szombathely a hazai könnyűipar egyik legjelentősebb központjává, de a gépgyártás és az élelmiszeripar is fontos tényezője volt a város gazdasági életének. Ebben a korszakban a város legjelentősebb üzemei, gyárai a következők voltak: Lakástextil Vállalat (LATEX), melyhez kőszegi és tatai üzemegységek is tartoztak; a Szombathelyi Pamutipari Vállalat (Szövőgyár), mely évente 19 millió m² pamutszövetet gyártott; a Sabaria Cipőgyár, ahol évente több mint 5 és fél millió pár cipő készült; a Styl Ruházati Vállalat; a Mezőgazdasági Gépgyár; a Rába Vagon- és Gépgyár szombathelyi üzeme; a MÁV Járműjavító Vállalat; az Élelmiszeripari Gépgyár (ÉLGÉP); a REMIX Rádiótechnikai Vállalat; a Nyugat-magyarországi Fagazdasági Kombinát; a Vas megyei Tejipari Vállalat; a Vas megyei Húsipari Vállalat. A felsoroltakon kívül említésre méltó a Sylvester János Nyomda; a Tisza Bútorgyár 6. sz. gyáregysége; a Vas Megyei Gabonaforgalmi és Malomipari Vállalat; a XII. Autójavító Vállalat; a Vas megyei Sütő- és Édesipari Vállalat; a Szombathelyi Háziipari Szövetkezet; a Claudia Ipari Kisszövetkezet; a Szombathelyi Kertész Tsz.

### 1989-től napjainkig
Az 1989-es rendszerváltást követően a gyárak, üzemek nagy része megszűnt vagy privatizálásra került.
2012-ben megalapították a Nyugat-Pannon Járműipari és Mechatronikai Központot, ahol egymilliárd euró tőkebefektetést és 25 ezer új munkahely létrejöttét várják. A központ egyik központja Szombathely.
Ipari parkok:
- Claudius Ipari Park (185 hektár)[31]
- Északi ipari park (600 hektár, kialakítás alatt)[32]

Fontosabb gazdasági szereplők:
- BPW-Hungária Kft.
- APTIV Services Hungary Kft.
- Falco Zrt.
- iQor Global Services Hungary Kft.
- Schaeffler Savaria Kft.
- STYL Fashion Kft.
- TDK Hungary Components Kft.

### A munkanélküliek száma
| Év   | Munkanélküli (fő) | Munkanélküli (%) | Munkaképes népesség (fő) |
| ---- | ----------------- | ---------------- | ------------------------ |
| 2000 | 1 619             | 3,04%            | 53 176                   |
| 2001 | 1 655             | 3,09%            | 54 536                   |
| 2002 | 1 489             | 2,73%            | 54 536                   |
| 2003 | 1 558             | 2,85%            | 54 615                   |
| 2004 | 1 804             | 3,33%            | 54 146                   |
| 2005 | 2 225             | 4,15%            | 53 617                   |
| 2006 | 1 854             | 3,47%            | 53 390                   |
| 2007 | 1 999             | 3,70%            | 53 921                   |
| 2008 | 1 915             | 3,58%            | 53 361                   |
| 2009 | 2 982             | 5,57%            | 53 494                   |
| 2010 | 2 829             | 5,32%            | 53 171                   |
| 2011 | 2 209             | 4,20%            | 52 502                   |
| 2012 | 2 115             | 4,10%            | 51 416                   |
| 2013 | 2 185             | 4,30%            | 50 714                   |
| 2014 | 1 600             | 2,96%            | 54 133                   |
| 2015 | 1 432             | 2,68%            | 53 405                   |
| 2016 | 1 366             | 2,56%            | 52 401                   |
| 2017 | 1 215             | 2,33%            | 51 980                   |
| 2018 | 1 270             | 2,48%            | 51 105                   |

## Városrészei

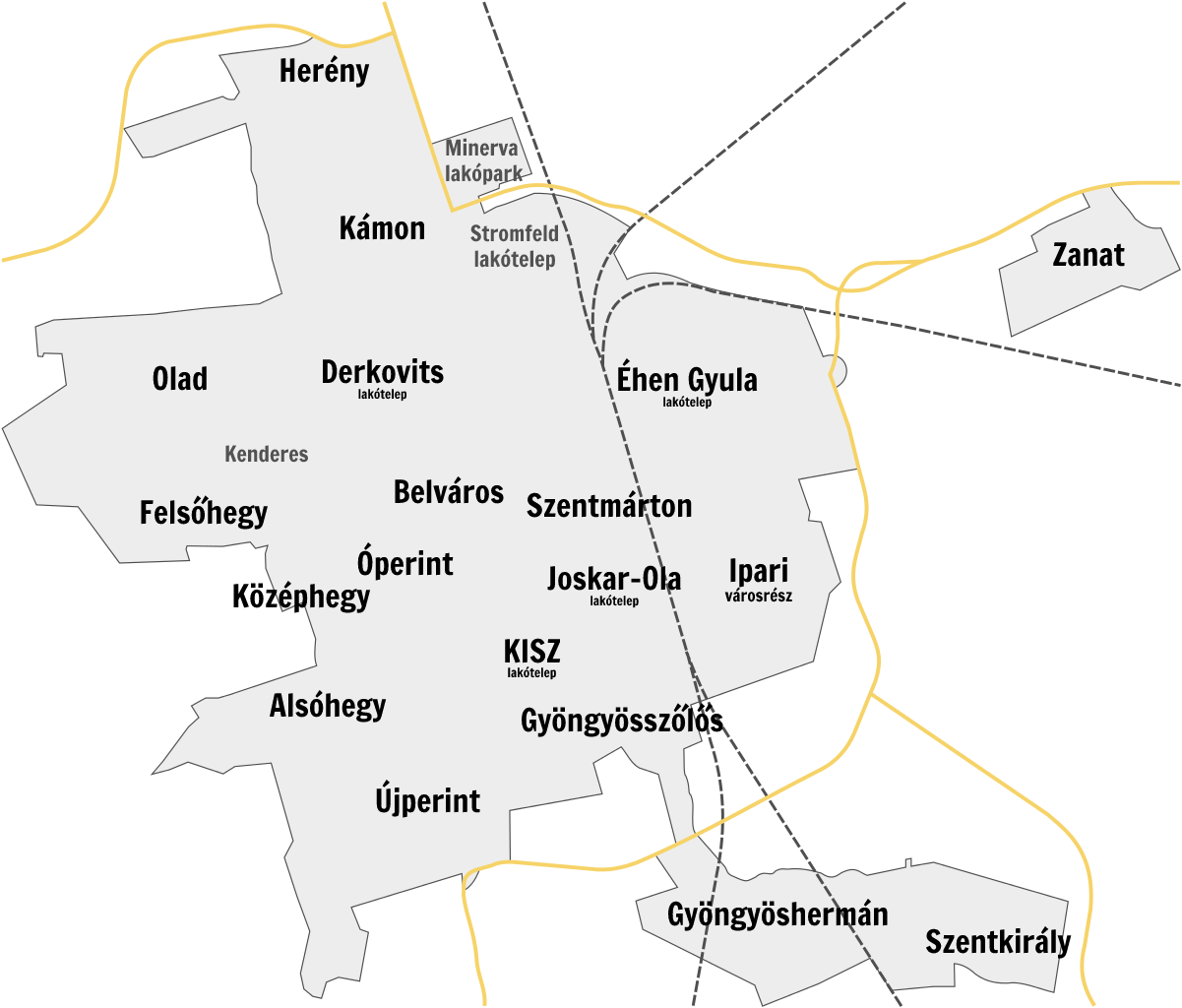
Szombathely főbb városrészei

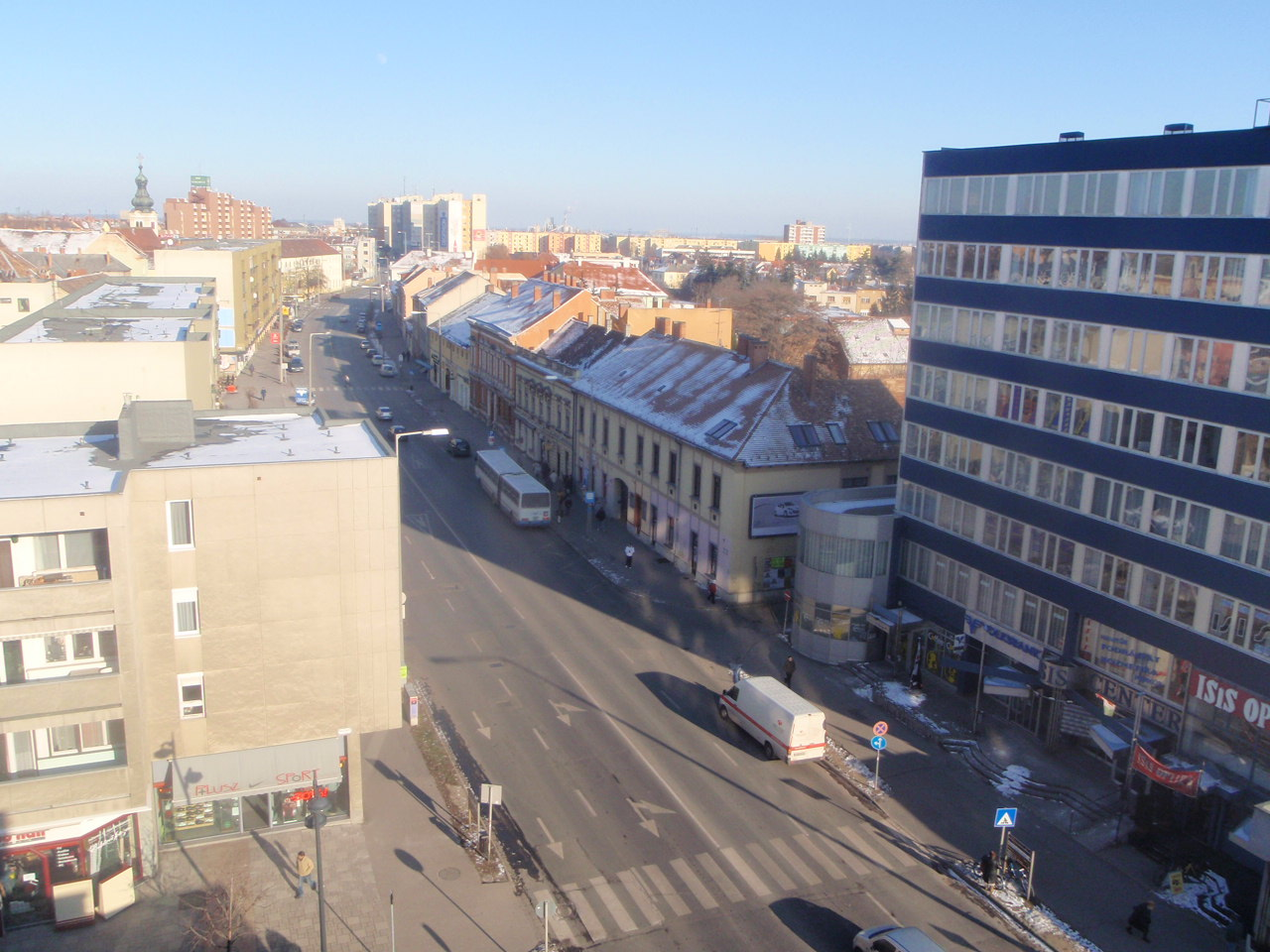
Thököly utca ma, a háttérben álló toronyházak jelölik az egykori Szentmártont

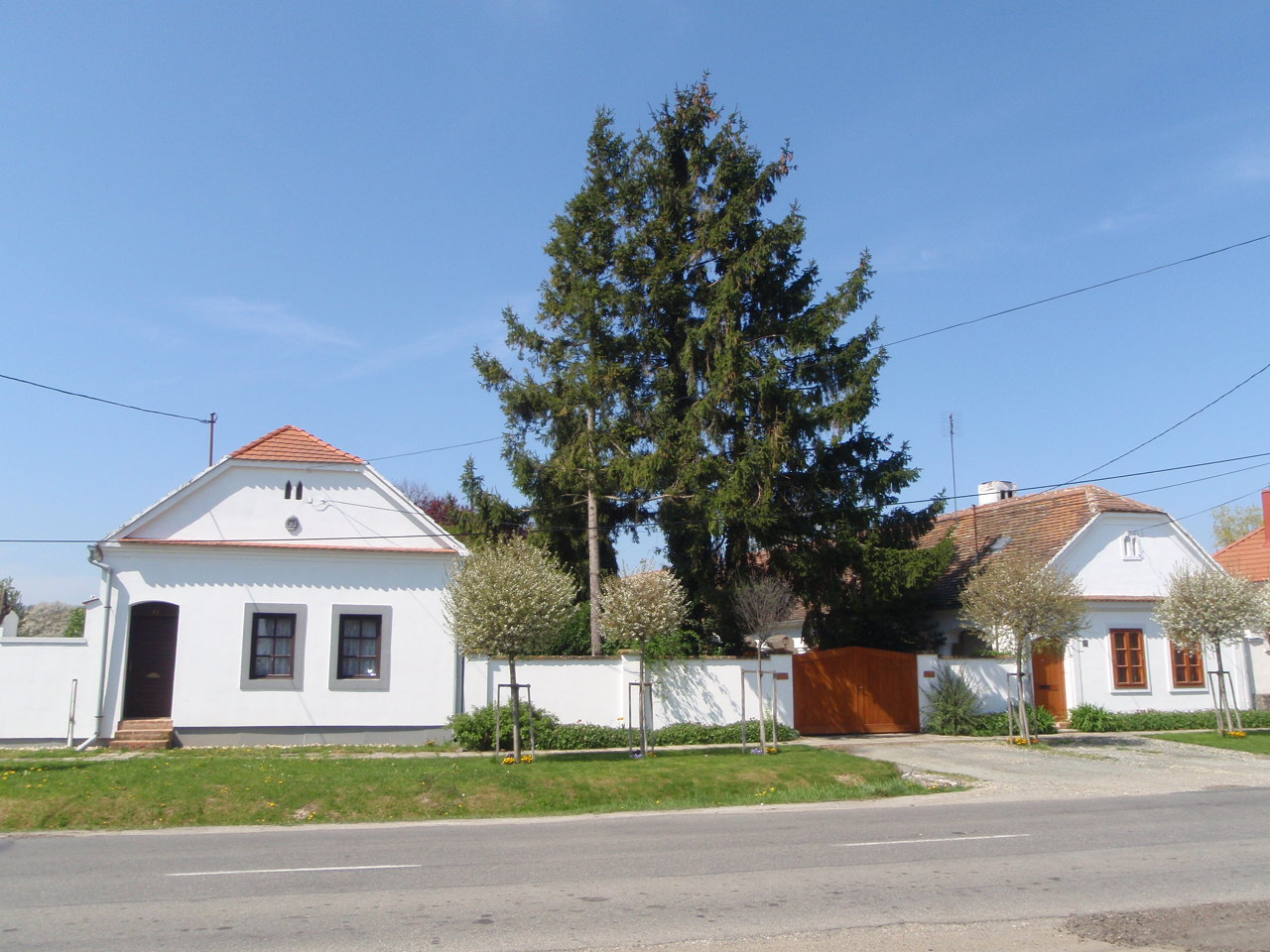
Újperint, Erkel Ferenc utcai lakóházak

| Név                  | Városhoz csatolás éve | Nevezetességek |
| -------------------- | --------------------- | --- |
| Alsóhegy             | -                     | Bagolyvár |
| Belváros             | -                     | Iseum, szombathelyi zsinagóga, Centrum Áruház, Savaria Nagyszálló, szombathelyi vasútállomás, autóbusz-pályaudvar, püspöki palota, Sarlós Boldogasszony-székesegyház, ferences templom, Fő tér, Weöres Sándor Színház, Vas vármegye megyeháza, Savaria Múzeum |
| Derkovits lakótelep  | -                     | Haladás Sportkomplexum, Órásház |
| Éhen Gyula lakótelep | -                     | |
| Felsőhegy            | -                     | Csónakázó-tó, Múzeumfalu |
| Gyöngyöshermán       | 1950                  | Szegedy-kastély |
| Gyöngyösszőlős       | 1933                  | |
| Herény               | 1950                  | Gothard-kastély |
| Joskar-Ola lakótelep | -                     | |
| Kámon                | 1950                  | Saághy-kastély, Kámoni arborétum |
| KISZ lakótelep       | -                     | |
| Középhegy            | -                     | Felszabadulás emlékmű, Szent István park |
| Minerva lakópark     | -                     | |
| Olad                 | 1950                  | Szentháromság templom, Ernuszt-kastély, Sportliget, Kalandváros |
| Óperint              | 1885                  | ELTE Savaria Egyetemi Központ, evangélikus templom |
| Parkerdő             | -                     | |
| Petőfitelep          | -                     | |
| Stromfeld lakótelep  | -                     | |
| Szentkirály          | 1950                  | Festetich-kastély, Szily-kastély |
| Szentmárton          | 1885                  | Szent Márton-templom |
| Újperint             | -                     | Újtemető |
| Zanat                | 1969                  | |

## Közlekedés

### Légi
1920. november 7-én légiposta indult Budapestre. 1946. október 15-én Budapest–Szombathely belföldi légijárat (Magyar–Szovjet Polgári Légiforgalmi Részvénytársaság) indult, a járat az ötvenes években megszűnt. A város reptere északi irányban Szombathely, Gencsapáti és Söpte igazgatási területén fekszik. A füves repteret a II. világháború idején egészen Pusztacsó községig kiterjesztették. Ma már csak sport- és hobbicélokat elégít ki: kismotoros és vitorlázó repülők fogadására szolgál.
A város környezetében az alábbi nemzetközi repülőterek működnek: Bécs, Pozsony, Graz, Budapest, Sármellék.
Tervben volt Savaria Airport néven egy új nemzetközi reptér építése Vát és Porpác községek területén, a várostól 10 km-re keletre. Támogatás hiányában azonban nem valósul meg a 600 hektár alapterületű, nemzetközi teher- és személyszállító forgalmat ellátni képes repülőtér. A hatéves tervezés után a beruházás értékét 1,5 milliárd euróra, azaz 450 milliárd forintra becsülték.

### Közúti
Az ókori Szombathely (Savaria) területét már a római korban is fontos utak kapcsolták a birodalom többi pontjához. Az első gépkocsi Szombathelyen 1900. augusztus 7-én robogott végig, erről a Vasvármegye napilap tudósította. A jármű Szapáry gróf tulajdonát képezte, amellyel a betonhídon áthaladva a pinkafői országúton Vasvörösvárra ment. Az első motoros bérkocsit 1910-ben pedig Váradi Géza helyezhette üzembe. A közlekedés Fő térről (egykor Köztársaság tér) való kiszorításában és a mai városszerkezetet meghatározó Szent Márton út-Hunyadi út-Thököly utcai csomópont létesítésében, illetve a Thököly utca Ferences kerten át történő megnyitásában az 1982–1984. között lezajlott útfejlesztések fontos szerepet játszottak. A beruházás keretében 1984. december 7-én átadásra került az öt kijárattal rendelkező gyalogos aluljáró is.
A megyeszékhelyt ma is több fontos országos közút érinti. A 86 sz.; 87 sz.; 89 sz. másodrendű főutak a település fő közlekedési kapcsolatai az országos törzshálózattal. A 86 sz. főútvonal E65 jelzéssel európai közlekedési hálózat részét képezi, amely a történelmi Borostyánkő útvonallal egyezik meg a Balti-tenger és az Adriai-tenger között.

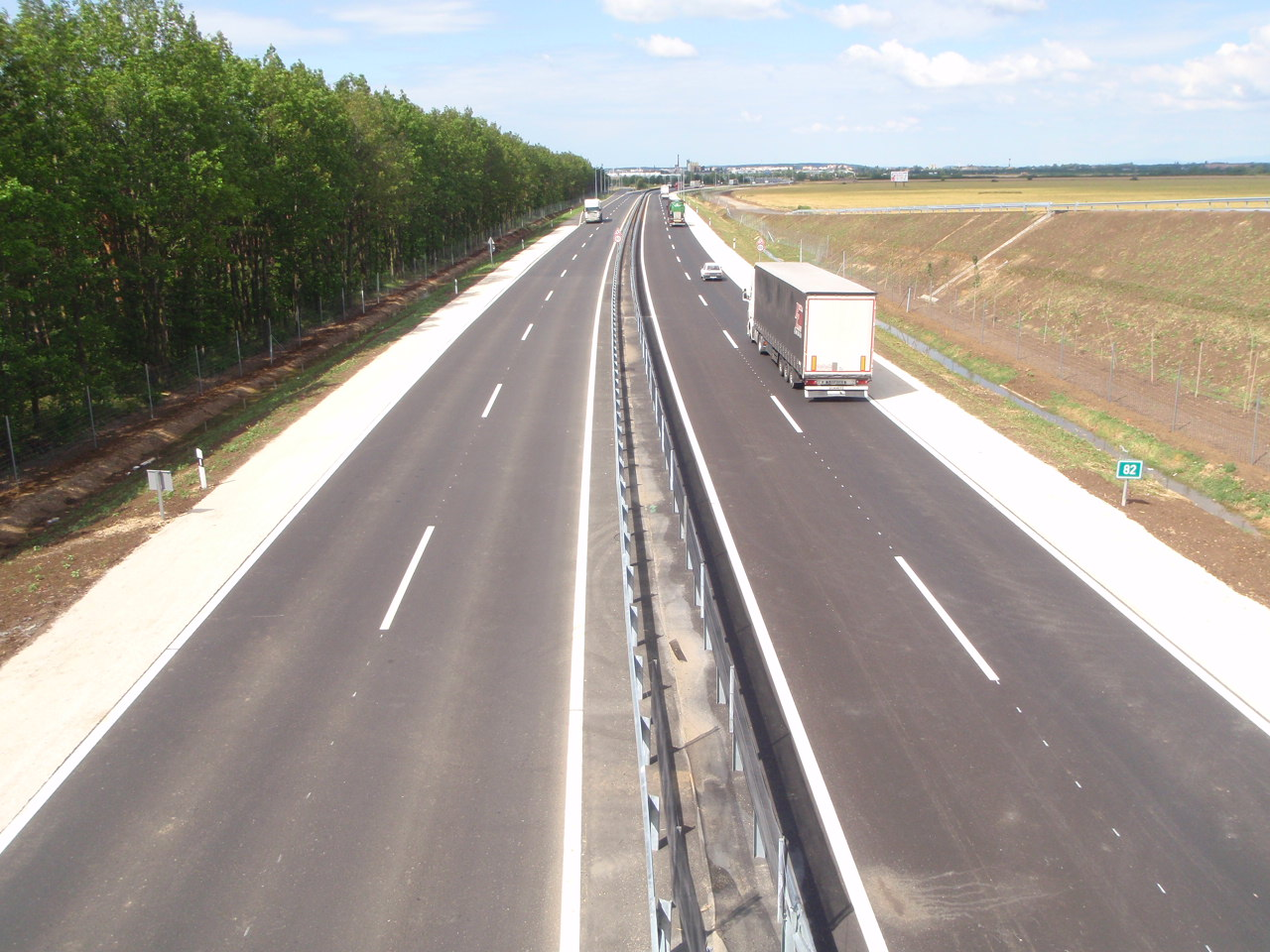
M86-os autóút szombathelyi szakasza

Az európai úthálózat elemei Szombathely környezetében:
- nyugaton az E59 nemzetközi út, ami a Bécsből Grazba tartó A2 autópálya, Bécs óriási közlekedési csomópontjába kapcsolódik, Graztól délre Maribor és Ljubljana felé biztosít kapcsolatot.
- délen az E66 nemzetközi út, ami a 8. sz. főút és az ausztriai B65 sz. főúton halad.
- északon az E60 nemzetközi út, ami az M1, és ausztriai A4-es autópályán halad.
- keleten az E65 nemzetközi út, ami a 86 sz. főúton M15 autópályán, majd a D2-es autópályán halad északnak Pozsony és Brno irányába, délnek pedig csatlakozva az A4 autópályához Zágráb felé.

A gyorsforgalmi úthálózat Szombathely környezetében a következő módon érhető el:
- Kőszeg/Bécs felé a 87.sz. főúton az osztrák B61 és B50 sz. főutakon haladva 35 km-re érhető el az S31 gyorsforgalmi út. Az S31 és S4 gyorsforgalmi út az A2 és A3 autópályákhoz csatlakozik, ezen érhető el Semmering, Bécsújhely, Bécs, Graz. Ezen az útvonalon tervezett az M87 autópálya kiépítése.
- Kőszeg után az osztrák B55 és B50 sz. főutakon haladva mintegy 77 km-re az A2 autópálya érhető el, Bécs felé (csomópont: Aspang).
- A 89 sz. főutakon haladva az osztrák B63 főúton Felsőőr irányába is elérhető az A2 autópálya elsősorban Graz, Olaszország felé igénybe véve.
- A 86.sz. főúton, illetve Csornától a 85 sz. főúton tovább haladva Győrnél az M1 autópálya érhető el. Az M86 gyorsforgalmi úton Győrig zavartalanul 50 perc alatt eljutunk. Váttól leágazva a 88 sz. főúton Sárvár felé haladhatunk. A főút déli szakaszáról a tervezett M8, Körmend és Szentgotthárd, valamint Zalaegerszeg, távolabbi célként Zágráb érhető el.

Az Országos Területrendezési Terv (OTRT) szerint megyeszékhely és térségét a jövőben érintő új gyorsforgalmi úthálózati elemek:
- M87 Szombathely (M86) – Kőszeg térsége – S31 gyorsforgalmi út
- M9 gyorsforgalmi út Szombathely térsége (M86) – Püspökmolnári térsége – Zalaegerszeg térsége – Nagykanizsa – Inke térsége – Kaposvár – Dombóvár – Szekszárd térsége – Szeged (M5).

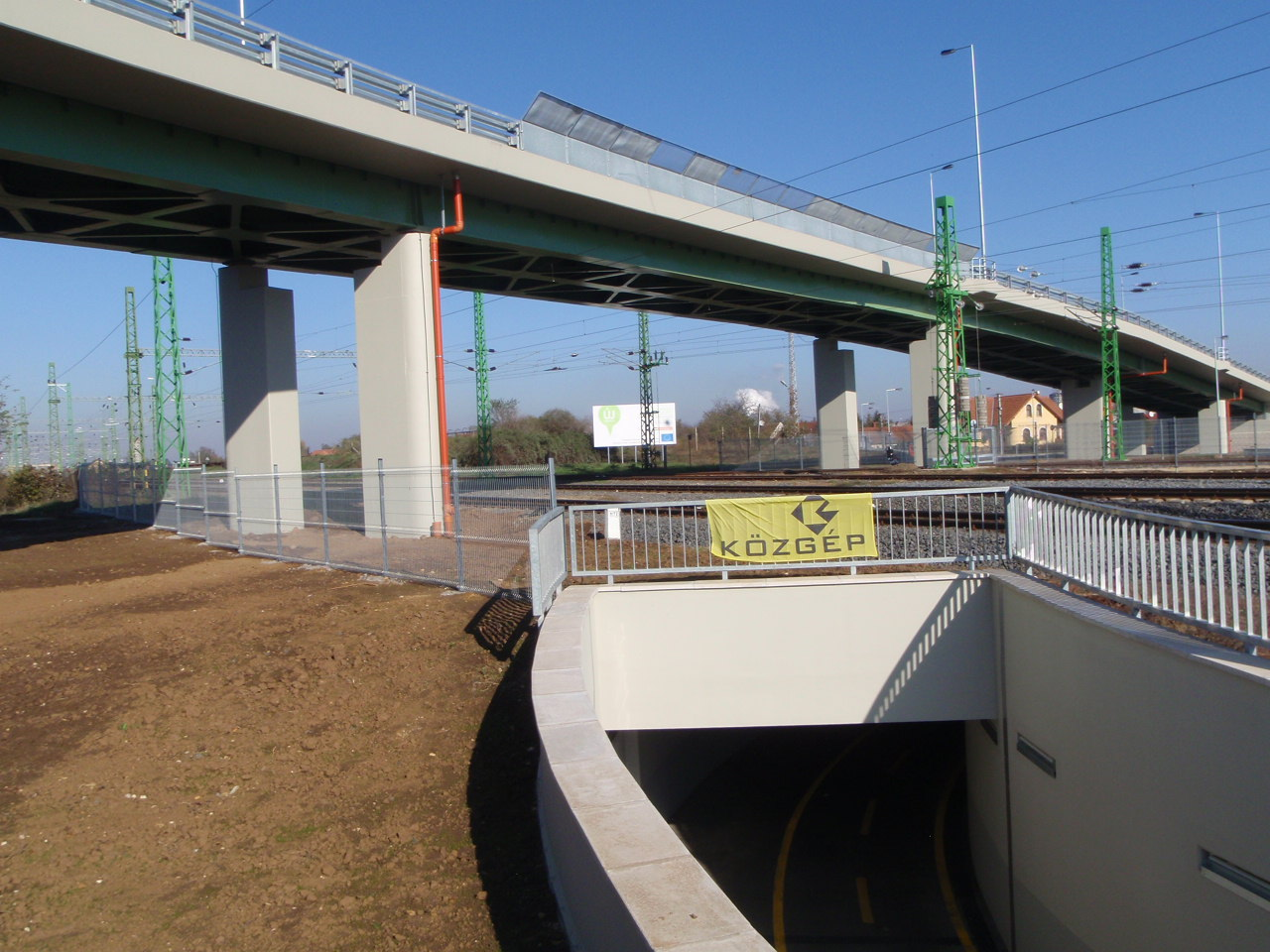
A Csaba utcai alul- és felüljáró rendszer

Mellékúthálózaton az alábbi fontosabb útirányok érhetők el: Ják (8707), a Pinka-völgy (8713); Vép (8443), Csepreg (8638, 8639), Gencsapáti (8721) és Torony (8901).

#### Autópályán
2016-ban forgalomba helyezték az M86-os autóút Szombathely-Csorna közötti szakaszát, ezzel a város gyorsforgalmi útkapcsolatot kapott északra Pozsony és Győrőn át Budapest felé. Készülnek az M9-es autóút tervei a Szombathely-Vasvár szakaszra, itt még 4 változat van kimunkálás alatt. A tervek szerint az M87-es Szombathely-Kőszeg-(Bécs); az M9-es Szombathely-Kaposvár-Szeged között teremt összeköttetést. A város hagyományos kapcsolat rendszerét fedik a nyomvonalak, amely Bécs, Zágráb, Pozsony, Budapest felé orientálódnak.

### Vasúti
A várost érintő első vasútvonal tervét Lewicki Antal mérnök készítette 1847-ben. Eszerint a Sopront Nagykanizsával összekötő vasútvonal Sopron-Kőszeg-Szombathely-Rum-Zalabér-Zalaszentgrót-Zalavár-Nagykanizsa útvonalon épült volna ki, és Komárvárosban (ma Zalakomár része) csatlakozott volna az egyidejűleg kiépítendő Buda-Zágráb-Fiume vasútvonalhoz, mellyel Nagykanizsáig közösen haladt volna. A tervet annak idején elfogadták, mégsem valósult meg.

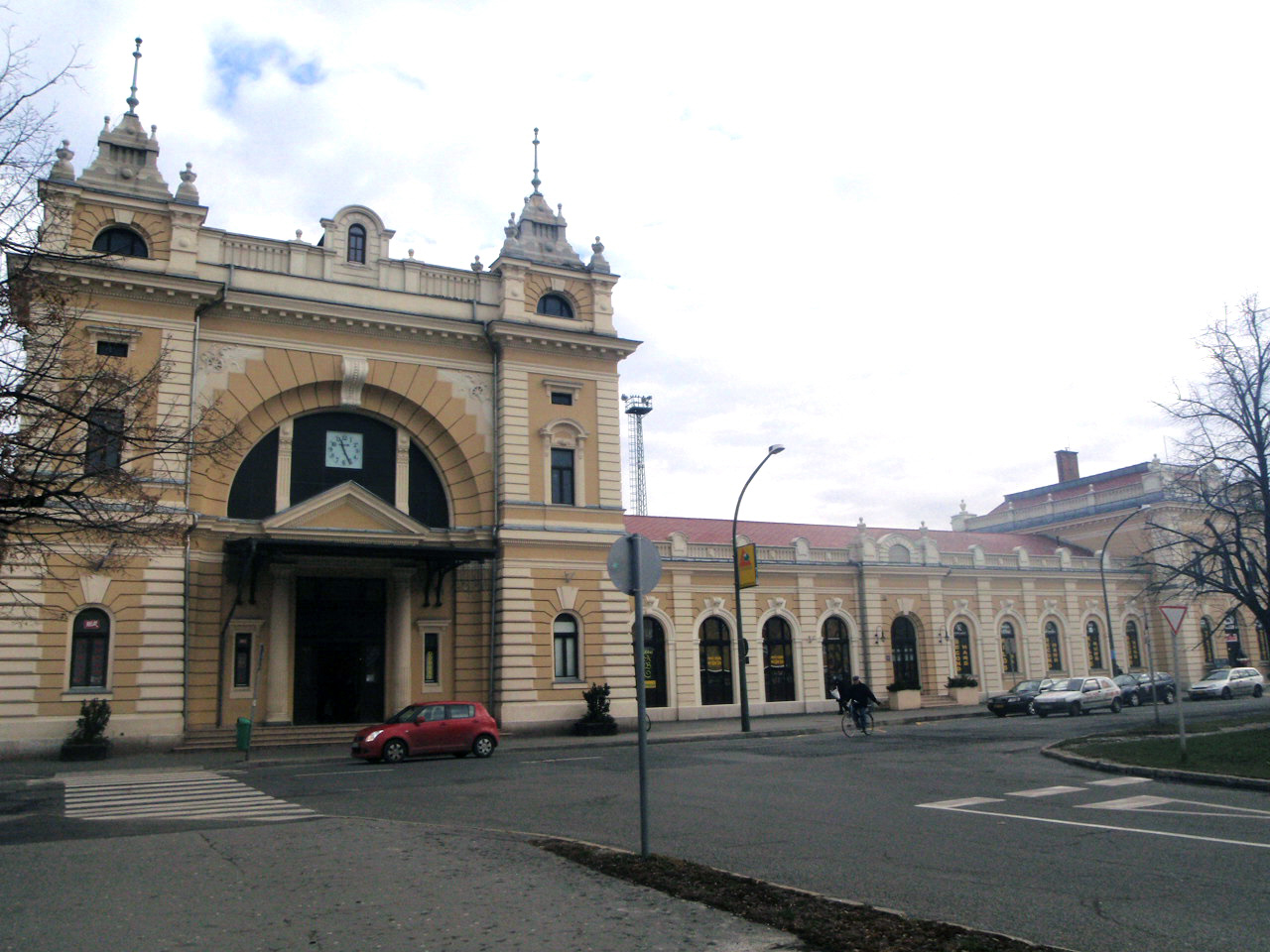
A vasútállomás helyreállított épülete

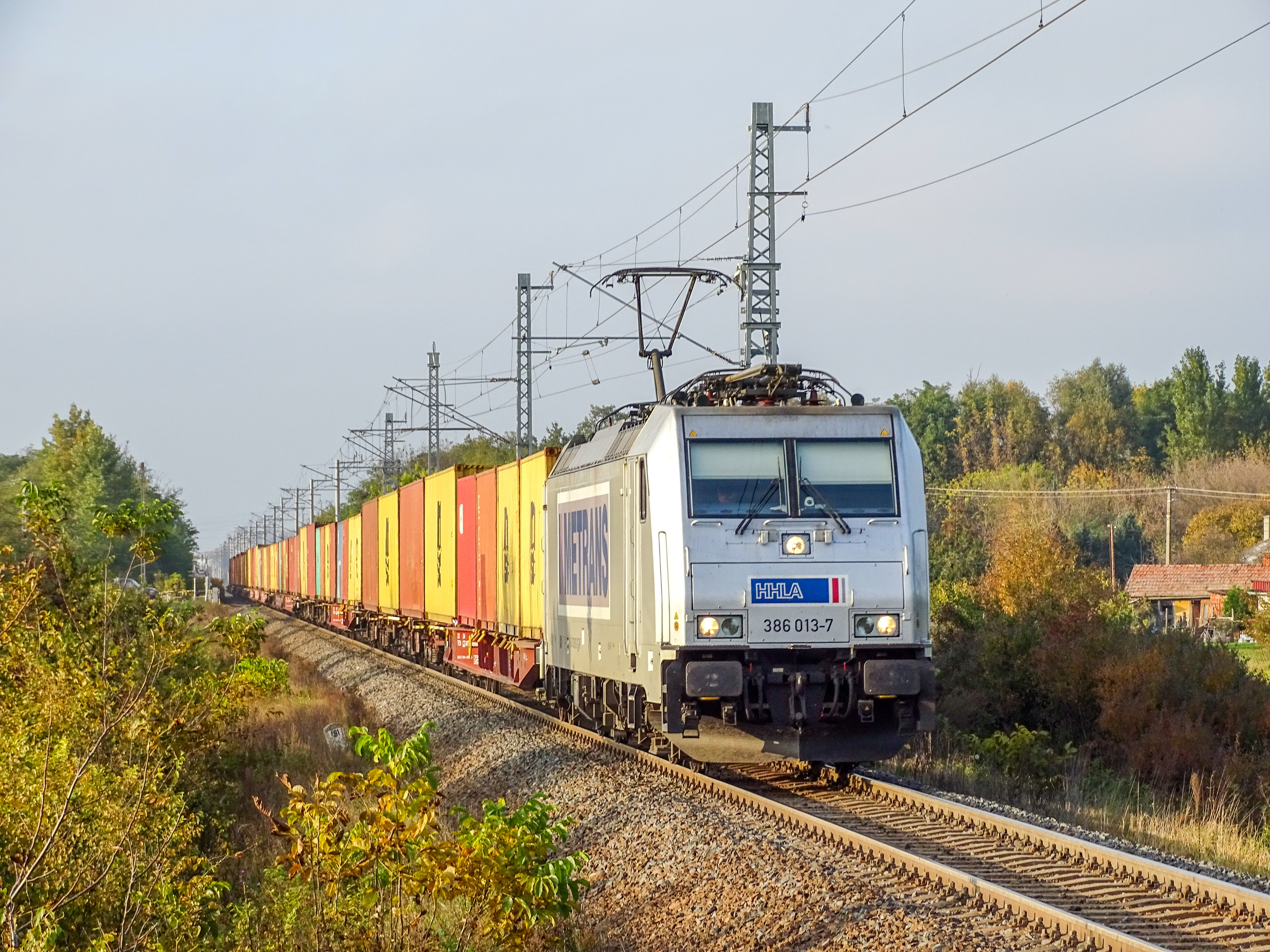
Konténervonat halad ki a városból (2020)

Szombathely már a 19. század végére fontos vasúti csomóponttá vált. 1865-ben kiépült a Bécsújhely–Sopron–Szombathely–Nagykanizsa-vasútvonal és a szombathelyi állomásra hamarosan befutott az első szerelvény. 1872-ben átadták a Budapest, valamint a Graz felé vezető Szombathely(–Szentgotthárd)–Gyanafalva vonalat is, így Szombathely alig egy évtized alatt vasúti csomópont lett. 1883. augusztus 15-én átadták a Kőszeg–Szombathely, 1888. december 12-én pedig megnyitották a Szombathely–Pinkafő helyiérdekű vasútvonalat (utóbbin a párizsi békeszerződés után) az államhatáron átmenő forgalom 1953. március 1-jén szűnt meg, Bucsuig 1960. január 1-jéig maradt csak fent a forgalom, napi 5 vonatpárral, később a pályát felszedték). 1891. november 9-én nyitották meg a Pozsony–Porpác(–Szombathely) közötti 123 km hosszú vasútvonalat. 1892.  május 21-én elkészült a Porpác állomás és Szombathely közötti második vágány 13 km hosszban. 1894. december 9-én megnyitották a Szombathely–Rum-vasútvonalat, amit 1974. május 25-én zártak be. (Ezt a vasutat 1909-ben Bérbaltavár, Türje irányába akarták egészen Balatonszentgyörgyig meghosszabbítani, ám pénzhiány miatt a terv meghiúsult.) A 20. század elején már nyolc irányba futottak innen a vonatok (jelenleg csak hat irányba). 
Szombathely vasútállomásának mai felvételi épülete a 20. századdal egyidős: 1900 óta szolgálja a szombathelyi utazóközönséget. A monumentális épületet Posel Gusztáv tervezte, az akkoriban divatos szecessziós-eklektikus nagyvárosi pályaudvarok mintájára. Az állomásépület felújításával 2006 őszére végeztek.
A belvárosban található az egykori MÁV Szombathelyi Területi Igazgatóság székháza.
Szombathely jelenleg Kőszeg, Körmend, Bük, Sárvár, Vasvár és Répcelak irányából közelíthető meg vasúton. Közvetlen összeköttetésben áll a jelentősebb városokkal, így Budapesttel, Győrrel, Péccsel, illetve Szentgotthárdon keresztül Graz-cal.
2012. október 18-án ünnepélyesen átadták az összesen 3 szintes Csaba úti felüljáró rendszert. A beruházás 2,5 milliárd forintból épült 2011. május és 2012. októbere között. Magába foglal egy 156 m hosszú 2×1 sávos közúti felüljárót a Szombathely–Szentgotthárd-vasútvonal és a Szombathely–Nagykanizsa-vasútvonal felett, áthidalva a Mikes Kelemen és Sólyom utcákat is. A gyalogosok és kerékpárosok közös aluljárót kaptak a vasútvonalak alatt, amelynek hossza 52 m.
A várost érinti a Borostyánkő árufuvarozási folyosó is.
A tervek szerint a jövőben a vasútállomás mellé költözik a Sörház utca és a Petőfi Sándor utca csomópontjában 1965-ben átadott autóbusz-pályaudvar, ezzel megkönnyítve a közlekedési módok közötti átszállást.

### Tömegközlekedés

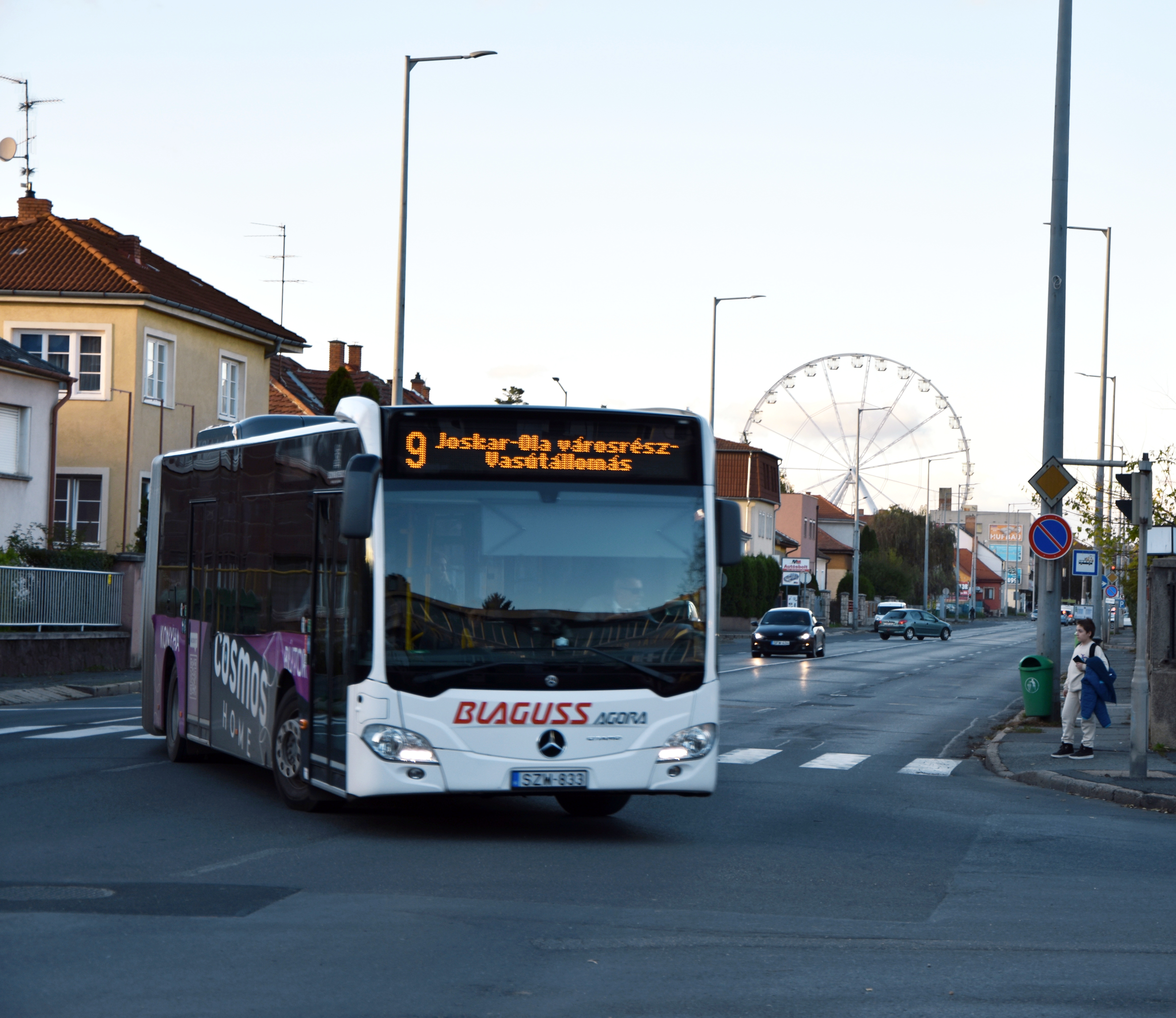
9-es busz

A város kiterjedt helyi autóbusz-hálózattal rendelkezik, a helyi autóbusz közlekedést a BLAGUSS biztosítja. Jelenleg összesen 33 jármű áll az utasok rendelkezésére. 1974. augusztus 20-áig keskeny nyomközű villamos is közlekedett a városban, amely mára megszűnt. A 2009-es városi területrendezési koncepció keretében azonban újra felvetődött a villamos pálya lefektetése. Szombathelyen 2 irányban 1 pályán épült volna meg a hálózat és elővárosi villamos hálózat létesülne Kőszeggel, Felsőpulyával; a tervezett váti Savaria Airporttal és Őrállással. Ez a terv végül nem valósult meg, bár a villamosvonal újraélesztésének ötlete többször is felvetődött már.

### Kerékpár
A városnak kiterjedt kerékpáros hálózata, jól kiépített kerékpárútja van közel 26,9 km hosszban, amelyek további fejlesztések révén 2012-ig 33 km-re bővülnek. A kerékpárutak összekötik az egyes városrészeket, és idegenforgalmi nevezetességeket. A kerékpárutak közúttól elválasztva önálló nyomvonalon és a gyalogos forgalommal közös járdákon épültek ki. Legszebb a Gyöngyös partját követő útvonal. A város környékén több kerékpáros útvonalhoz csatlakoznak, így Bucsu felé az Írottkő Naturpark és a Vashegy Kerékpárutakhoz. Déli irányba Vasszécseny Csempeszkopács és Rum felé épült ki az útvonal. A fenti útvonalakon elérhető Sé, Ják, a Pinka-völgy, az Őrség, Kőszeg, a Fertő tó, a Rába.

## Sportélete

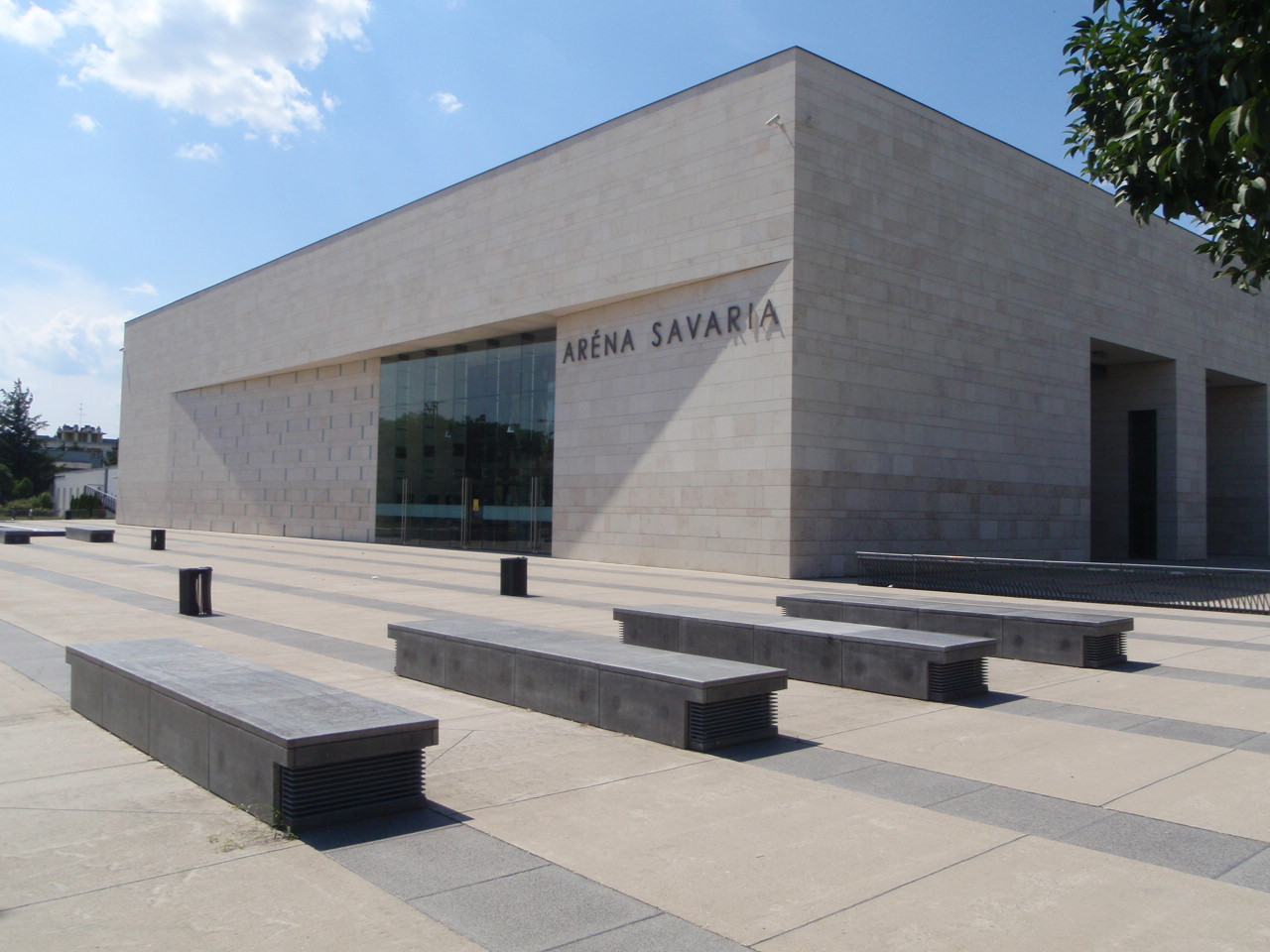
Arena Savaria sportcsarnok, a Falco KC otthona

- KIRÁLY Sportegyesület – Király Sportlétesítmény, 9700 Szombathely, Temesvár u. 44.
- Szombathelyi Dobó SE
- Szombathelyi Haladás
- Stadion – 9700 Szombathely, Rohonci út 3.

A pálya mérete: 68 x 105 méter. Az UEFA IV-es besorolású stadion befogadóképessége: 8903 fő, ebből hazai szurkoló 7944 fő, vendégszurkoló 959 fő. 
- Haladás FC
- Illés Akadémia
- Lurkó Utánpótlás Football Club
- Savaria Táncsport Egyesület
- Falco KC Szombathely[44]
- Vasi Aligátorok – Szombathelyi Vízilabda Klub
- Fedett Uszoda és Termálfürdő – 9700 Szombathely, Bartók Béla körút 41.

Az uszoda épületét 1981-ben adták át. A versenymedence feszített víztükrű, 50 méteres, 8 sávos, 1050 m², vízhőmérséklet 26,5 °C-os. A tanmedence 63 m²,	vízhőmérséklet 28-30 °C-os, a lazítómedence 20 m² vízhőmérséklete 32 °C-os. A szombathelyi fedett uszoda új sportrészlege 21 méter széles és 33.33 méter hosszú medence, a hozzá tartozó, 200 fő befogadására alkalmas nézőtérrel. (2017-ben adták át.)
- Rajczy Imre Sportiskola Kézilabda Szakosztálya
- Arena Savaria – 9700 Szombathely, Sugár u. 18.

Szombathely multifunkcionális sportcsarnoka, mely 6 hektáros területen található, a régi 1000 m2-es munkacsarnok és egy 1910 m2-es új csarnokból áll. A férőhelyek száma 3500 fő, ebből 2000 fix és 1500 mobil ülőhely.
Egyéb rendezvényekre további 700 ülőhely alakítható ki. Teljes befogadóképesség álló és ülő helyeket tekintve 7000 fő. A kültéren található 2500 m2-es bekerített aszfaltos pálya, mely a csarnokkal közvetlen kapcsolatban van. A létesítmény helyet ad 5 egyesületnek és 5 iskolának, nb 1-es szinttől a testnevelésórákig, profi és amatőr sportolóknak egyaránt.
- Szombathelyi Lovarda – 9700, Szombathely Középhegyi út (Középhegyi Úti Lovasiskola)

A lovasiskola 4 hektáron terül el. Lehetőséget biztosítanak karámban vagy terepen való lovaglásra. Nyaranta lovastáborokat is szerveznek  Archiválva 2018. november 23-i dátummal a Wayback Machine-ben
- Vas Megyei Sportigazgatóság

## Egészségügy
A város egészségügyi intézményei:
- Markusovszky Egyetemi Oktatókórház – 9700 Szombathely, Markusovszky Lajos u. 5.

Az ország egyik legjelentősebb vidéki kórházát Pető Ernő alapította. Átadása idején a Dunántúl legnagyobb és legkorszerűbb egészségügyi létesítménye volt. 1926 és 1929 között épült fel. 1955. január 1-től Markusovszky Lajos nevét viseli. Azóta többször bővítették és felújították. A céltudatos gyógyító és tudományos munka eredményeként a korábbi megyei kórház a hetvenes évektől regionális szintű feladatokat is ellát és 1968-tól egyetemi szintű oktatókórházként is működik. A Pécsi Orvostudományi Egyetem oktatókórháza.
- Markusovszky Kórház Szülészet Nőgyógyászati Osztály – 9700 Szombathely, Paragvári u. 10.
- Markusovszky Kórház Haematológia és Onkológia – 9700 Szombathely, Hübner János u. 4.
- Szombathelyi Területi Vérellátó – 9700 Szombathely, Horváth Boldizsár krt. 38.

Az 1968-ban átadott épületért tervezője Heckenast János Ybl Miklós-díjat kapott, azóta Szombathely egyik meghatározó középülete. Sokirányú szolgáltatás és tudományos munka folyik a falai között.
- Vasútegészségügyi Nonprofit Közhasznú Kft. Rendelőintézete (MÁV rendelő) – 9700 Szombathely, Nádasdy Ferenc u. 43.

Orvosi ügyelet:
- Központi Orvosi Ügyelet – 9700 Szombathely, 11-es Huszár út 6.
- Vidéki Ügyelet – 9700 Szombathely, Szelestey László u. 8.
- Deák Ferenc utcai gyermekorvosi rendelő – 9700 Szombathely, Deák Ferenc u. 3.
- Fogaras utcai gyermekorvosi rendelő – 9700 Szombathely, Fogaras u. 10.
- Dolgozók úti felnőtt és gyermekorvosi rendelő – 9700 Szombathely, Dolgozók útja 1/A
- Jáki úti felnőtt és gyermekorvosi rendelő – 9700 Szombathely, Jáki út 33.
- Kiskar utcai felnőtt és gyermekorvosi rendelő – 9700 Szombathely, Kiskar u. 5.
- Szent Márton utcai felnőtt és gyermekorvosi rendelő – 9700 Szombathely, Szent Márton u. 20.
- Szűrcsapó utcai felnőtt és gyermekorvosi rendelő – 9700 Szombathely, Szűrcsapó u. 23.
- Váci Mihály utcai felnőtt és gyermekorvosi rendelő – 9700 Szombathely, Váci Mihály u. 1.
- Március 15. téri orvosi rendelő – 9700 Szombathely, Március 15. tér 3.
- Rumi úti orvosi rendelő – 9700 Szombathely, Rumi út 74.
- Selmec utcai orvosi rendelő – 9700 Szombathely, Selmec u. 1.

Fogorvosi ellátás:
- Kiskar utcai felnőtt fogorvosi rendelő – 9700 Szombathely, Kiskar u. 5.
- Kiskar utcai ifjúsági fogorvosi rendelő – 9700 Szombathely, Kiskar u. 5.
- Március 15. téri felnőtt fogorvosi rendelő – 9700 Szombathely, Március 15. tér 3.
- Március 15. téri gyermek fogorvosi rendelő – 9700 Szombathely, Március 15. tér 3.
- Szent Márton utcai felnőtt fogorvosi rendelő – 9700 Szombathely, Szent Márton u. 20.
- Váci M. utcai felnőtt fogorvosi rendelő – 9700 Szombathely, Váci Mihály u. 1.

## Kulturális élete

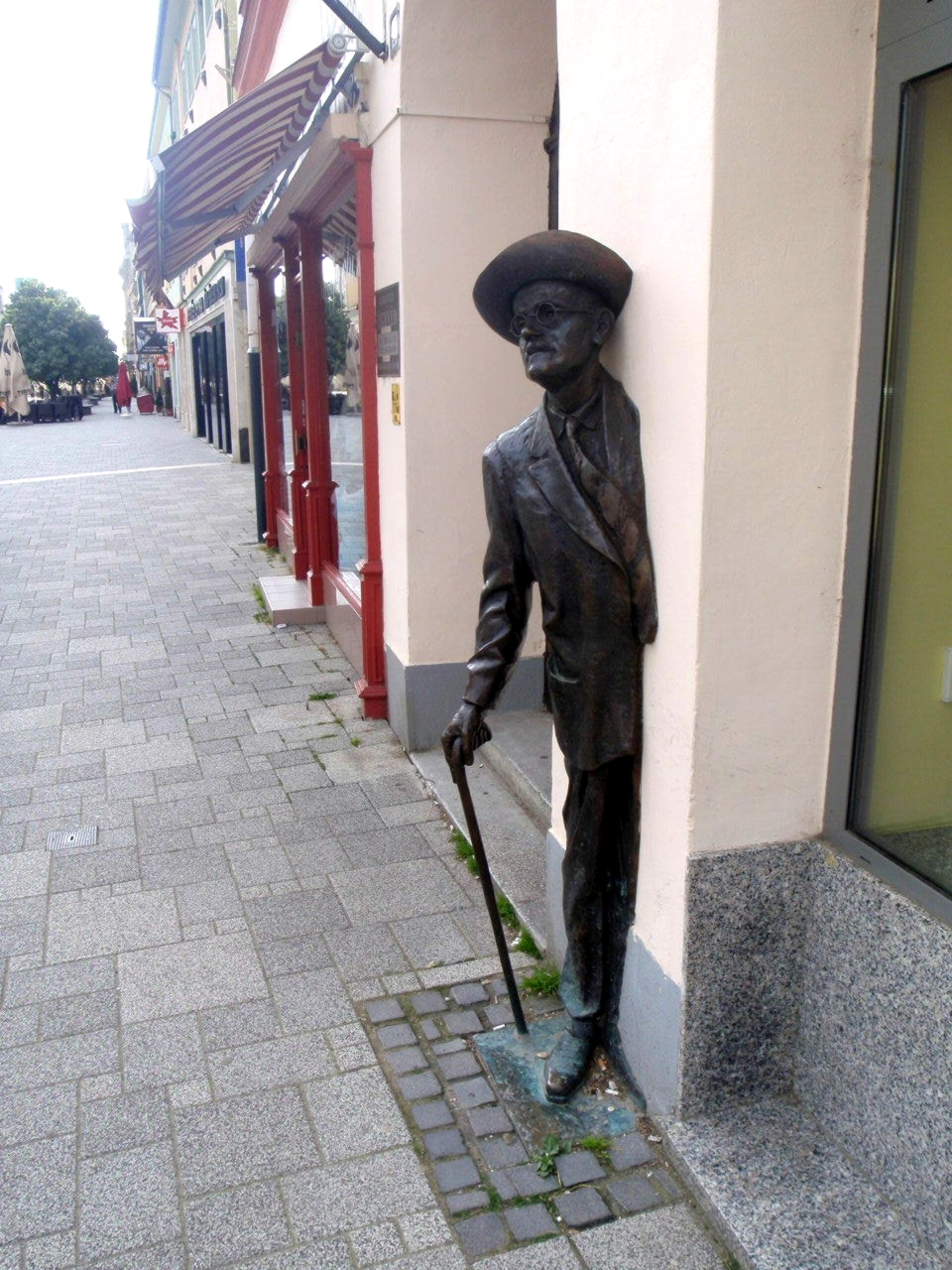
James Joyce szobor Szombathely Fő terén

Évente megrendezésre kerülő rendezvények:
- Bartók Fesztivál és Szeminárium

Az ország legnagyobb presztízsű zenei szemináriuma, mely az eredetileg 1967-ben Budapesten elindított Nemzetközi Bartók Szeminárium örökségét folytatja Szombathelyen. 1986-tól fesztivállá bővült, a bartóki életműhöz a kortárs zene társult. Programkínálatát zenetudományi előadások és nemzetközi konferenciák színesítik.
- Szentiván-éji Vigasságok

Az év leghosszabb napját ünneplő szabadtéri rendezvény hagyományos helyszíne a festői szépségű Csónakázó-tó és környéke. A rendezvényt minden évben óriási érdeklődés kíséri, a látogatók száma 25-30 ezer fő között mozog. Szabadtéri zenei és egyéb rendezvények, koncertek, gyermek programokon kívül Szent Iván-napi vásár és hagyományosan éjféli tűzijáték zárja a programot.
- Savaria Urbanisztikai Nyári Egyetem
- Bloomsday: James Joyce szobor és Ulysses regényének főhőse Leopold Bloom családjának itt található lakóház köré szervezett kulturális eseménye
- Lamantin Jazzfesztivál
- Mediawave Nemzetközi Film és Zene fesztivál (2010-től Szombathelyen)
- Savaria Történelmi Karnevál

Közép-Európa legnagyobb jelmezes felvonulását minden évben, augusztusban rendezik meg Magyarország legrégibb városában. 1961-ben volt az első rendezvény, majd 1969-től 5 évenként tervezték az esemény megtartását, de sajnos ezek meghiúsultak. 2000-ben a millenniumi ünnepségsorozat keretében azonban ismét jelmezbe öltözött Szombathely. A több napos rendezvénysorozat azóta összművészeti fesztivállá bővült, melynek természetesen a jelmezes felvonulás a leglátványosabb eseménye. Évente hozzávetőlegesen 100-120 ezer ember vesz részt a rendezvényen.
- Iseumi Szabadtéri Játékok – opera és musical előadások a világ 3. legnagyobb Iseumában
- Herényi Virágút[45]
- Márton-napi Vásár
- Szent György-napi Vásár
- Savaria Nemzetközi Táncverseny
- Szent Márton európai kulturális útvonal

Két- és háromévente megrendezésre kerülő rendezvények:
- Szombathelyi Textilbiennálé és Triennálé

A szombathelyi Savaria Múzeumban 1970-ben megnyitott első Fal- és Tértextil Biennále után, a ma már nagy múltra visszatekintő, a textilművészetet megújító alkotók 2002-ben rendezték meg azt az összegző kiállítást, amellyel lezárták a textilbiennálék nagy korszakát. 2003-tól triennálékat rendeznek. 1988-tól a Szombathelyi Képtár a rendezvény helyszíne.

## Kulturális intézményei

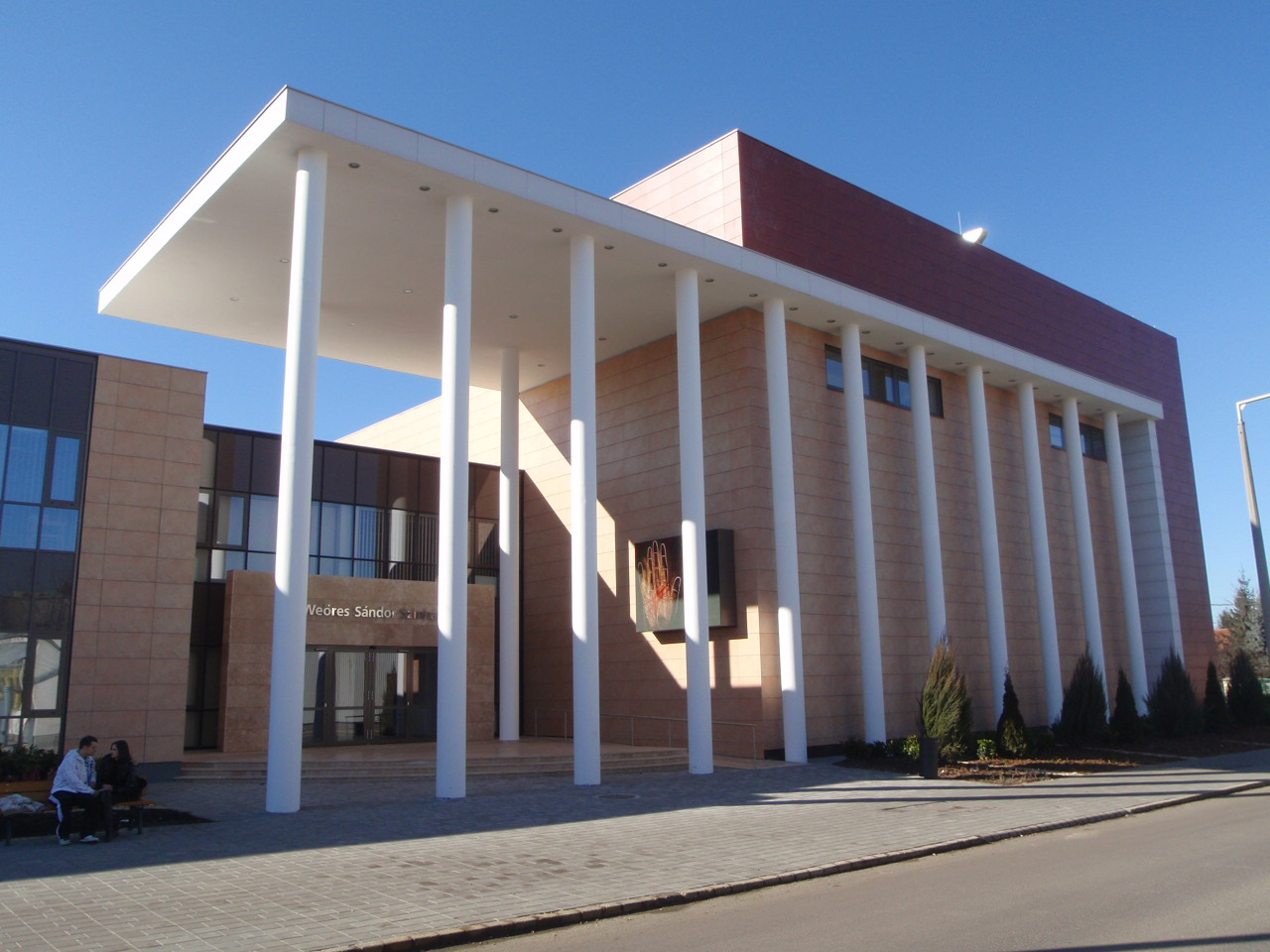
A Weöres Sándor Színház épülete

- Capella Savaria
- Megyei Művelődési és Ifjúsági Központ (MMIK, üzemeltetője az AGORA Szombathelyi Kulturális Központ)
- Savaria Szimfonikus Zenekar
- Weöres Sándor Színház
- Mesebolt Bábszínház
- AGORA – Művelődési és Sportház  Archiválva 2021. január 28-i dátummal a Wayback Machine-ben
- Ungaresca Táncegyüttes

### Könyvtárak
- Berzsenyi Dániel Könyvtár – 9700 Szombathely, Dr. Antall József tér 1.

Az épület 1970-re készült el, Medvedt László tervezte a szomszédos 14 emeletes magasházzal együtt. Alapterületét és könyvállományát tekintve Dunántúl legnagyobb közművelődési könyvtára.
fiókkönyvtárai:
- Hunyadi úti fiókkönyvtár (Szombathely) – 9700 Szombathely, Hunyadi u. 49
- Jáki úti fiókkönyvtár (Szombathely) – 9700 Szombathely, Jáki u. 33/a
- Kámoni fiókkönyvtár (Szombathely) – 9700 Szombathely, Szófia u. 31
- Eötvös Loránd Tudományegyetem Egyetemi Könyvtár és Levéltár Savaria Egyetemi Könyvtár és Levéltár (ELTE ELK Savaria Könyvtár és Levéltár) – 9700 Szombathely, Károlyi Gáspár tér 4.

A könyvtár jellege: nyilvános, felsőoktatási könyvtár.
- Idegennyelvi könyvtár szolgáltatás: 9700 Szombathely, Berzsenyi Dániel tér 2.
- Szombathelyi Siker Könyvtár Alapítvány – 9700 Szombathely, Ady Endre tér 40.
- Oladi Általános Művelődési Központ Könyvtára – 9700 Szombathely, Simon István u. 2-6.
- Savaria Múzeum Könyvtára – 9700 Szombathely, Kisfaludy Sándor u. 9.

Zárt szakkönyvtár, amely elsősorban a múzeumi szervezet munkatársai használnak, azonban kutatás céljából szívesen fogadja társintézmények szakembereit, egyetemi hallgatókat és amatőr kutatókat egyaránt. 
A közel harmincezer kötetes könyvtár elsősorban történettudományi, régészeti, néprajztudományi, természettudományi magyar és nemzetközi szakirodalommal segíti az érdeklődők munkáját.
A kiadványok kölcsönzésre lehetőség nincs, csak a helyi használat engedélyezett.
- Dr. Pető Ernő Orvosi Könyvtár – 9700 Szombathely, Markusovszky Lajos u. 5

Az orvostudományi szakkönyvtár a kórház központi telephelyén, a Pető-villa első emeletén található. Az olvasóteremben gyakran tartanak tudományos előadásokat, továbbképzéseket.
 A Szombathelyi Püspökség bibliotékái: 
- Egyházmegyei Könyvtár – 9700 Szombathely, Szily János utca 1.
- Herzan-könyvtár 2010. október 7-én nyílt meg, a Brenner János Kollégium (9700 Szombathely, Szily János utca 1.) második emeletén található, az egykor Szily püspök könyvtárnak helyet adó termekben. Előzetes bejelentkezéssel látogatható illetve kutatható.  Archiválva 2019. március 22-i dátummal a Wayback Machine-ben
- Mikes-könyvtár az egykori Püspöki-könyvtár (Jelenleg nem kutatható)
- Szent Márton Kölcsönkönyvtár – 9700 Szombathely, Szily János u. 5

1930. november 11-én nyílt meg a Szent Márton Papi Kölcsönkönyvtár a Hollán Ernő utca 2 szám alatt, melyet Mikes János püspök hozott létre. 
2018-tól a régi kanonok házában (Szily János u. 5.) várja régi és új olvasóit. Minden héten kedden és szerdán 10 és 12 óra valamint 13 és 18 óra között lehet felkeresni.

### Színház
Szombathely első kőszínháza Vas Megyei Nemzeti Színház néven, 1880-ban készült el, és a Városházával közös épületben kapott helyet. Az épületet Hauszmann Alajos tervezte. A később Szombathelyi Állandó Színház néven működő teátrum épületét 1907-ben tűzveszélyessé nyilvánították és bezárták. A második világháborúban, a szombathelyi szőnyegbombázáskor az épület súlyosan megsérült és lebontották. A városnak, önálló társulattal rendelkező, professzionális produkciós színháza hosszú évtizedekig nem volt. A színházteremmel rendelkező művelődési intézmények (Megyei Művelődési- és Sportház, Megyei Művelődési és Ifjúsági Központ), csak befogadó színházként működtek. 2007. szeptember 27-én Szombathely város közgyűlése ellenszavazat nélkül, 1 tartózkodással, 28 igennel megszavazta és megalapította a Weöres Sándor Színházat. A színházalapító igazgató Jordán Tamás és a társulat 2008. augusztusában a korábbi Helyőrségi Művelődési Otthon (HEMO) épületében kezdte meg a munkát. Új színház nem épült a városban. A HEMO épületének átépítésével és kibővítésével készült el Szombathely új teátruma, az Akacs Mihály utca 7. szám alatt. A színház ünnepélyes átadása 2011. január 22-én történt meg, a magyar kultúra napján, Madách Imre: Az ember tragédiája című drámájának bemutatójával. A város megszerette a színházat és az itt élő színészeket. A művészek részt vesznek a város mindennapi életében. A Weöres Sándor Színházban nem csak színdarabokat nézhetünk, hanem rendszeresen vannak koncertek, kiállítások, könyvbemutatók és egyéb más programok.

#### Igazgatók
- 2007-től: Jordán Tamás
- 2021-től: Szabó Tibor

### Mozi
Szombathelyen az 1900-as évek elején kezdetek divatba jönni a mozgókép vetítések. Először kávéházakban, a régi Kovács Szálló-, Széll Kálmán-, Hungária-kávéházak műsorain voltak ingyenes előadások. Az alkalmi vetítőhelyek után 1910-től nyílt állandó mozi a városban. A Kőszegi utca 2. szám alatt a TIT-székház, az egykori Vasmegyei Takarékpénztár épületének nagytermében működött az Apolló mozgófénykép színház. 1911 augusztusában nyílt meg a város második mozija a Fő tér 24. szám alatti épületben. Az Uránia Udvar szálloda felőli végében működött az Uránia mozi. A Savaria Múzeum-Palotában a Kultur, csupán egy évig vegetált, 1914-ben bezárt. A némafilmeket vetítő két mozi az Apolló és az Uránia békésen versengett egymással, de a gazdasági válság miatt egymás után bezártak. 1928. október 3-án volt az első vetítés a Malom utca és a Király utca sarkán felépült legendás és közkedvelt, emeletes nézőterű, 800 férőhelyes mozipalotában a Sabaria Mozgóban. Itt már hangosfilmeket is láthattak a nézők. Hosszú éveken keresztül ez (a  Sabaria filmszínház ) volt a város első számú mozija. 1973. augusztus 17-én tartották az utolsó előadást. Tűzveszélyessé nyilvánították és elbontották. Az ötvenes években rendszeres filmvetítések a város külső kerületeiben is voltak. Kámonban például, az egykori Pusztai vendéglőben lehetett filmeket nézni. 1955. április 4-én a Táncsics Mihály utcában a szalézi rendház kultúrtermében nyílt meg a Béke Mozi, mely a villamos közlekedés 1974-es megszüntetésével egyre veszített a látogatottságából és 1983-ban végleg bezárták. A város népszerű filmszínházát a Savaria Mozit, 1973. augusztus 19-én adták át, Szombathely belvárosának szívében. Az impozáns épületért Ybl Miklós-díjat kapott tervezője: Mátis Lajos, a belsőépítész Sellyei Gábor volt. Közép-Európa legnagyobb vetítővászna itt található. 2010-ben több ütemben megújult  a környezetével együtt, de sajnos az értékesebb és szebb kerámialapok és mozaikok helyére mindenhol jellegtelen burkolatok kerültek. A mai Weöres Sándor Színház elődje, a HEMO (a Helyőrségi Művelődési Otthon) 1988 és 1993 között szintén moziként is működött. Rövid ideig a hatvanas évek elején a KPVDSZ Tolbuchin u. 2 szám alatti helyiségében heti két vetítéssel működött a Híradó Mozi . Alkalmi filmvetítések voltak kultúrházakban, a Képtárban, a Herényi Klubkönyvtár, a Savaria Cipőgyár, a Savaria Laktanya, iskolák, pártklubok helyiségeiben, de a Lucullus Eszpresszó (a Szent Márton utcában) és a Randevú étterem (a Derkovits lakótelep) is ráállt a filmekre, és a Claudius Szálloda Mopresszójában, valamint a Savaria Szálló téli kertjében (Gasztro Moziban) is voltak vetítések. Az 1970-es évektől a tanárképző főiskolán működött a Huszárik Zoltán filmklub illetve a Művész mozi. A művészfilmek kedvelőinek 1990 őszétől indult az Örökmozgó a Savaria mozi kamaratermében. A város legújabb mozija a Cinema City Savaria a Körmendi úton, a Savaria Plazában található. 2002-ben nyitotta meg kapuit.
A szombathelyi mozik listája:
- Apolló (1910-1925)
- Uránia (1911-1932)
- Kultur (1913-1914)
- Sabaria Mozgó (Sabaria filmszínház): (1928-1973)
- Savaria filmszínház (Agóra-Savaria Mozi): 1973-
- Béke filmszínház: (1955-1983)
- Híradó Mozi: (1963-1964)
- HEMO: (1988-1993)
- Örökmozgó Művészmozi (Savaria mozi kamaraterme): 1990-
- Cinema City Savaria Plaza: 2002-

## Média
Televízió
- Szombathelyi Televízió – 9700 Szombathely, Géfin Gyula utca 22.

Rádió
- Rádió 1 FM 97,7 MHz – 9700 Szombathely, Dolgozók útja 1/A.
- Mária Rádió Szombathely FM 88,4 MHz – 9700 Szombathely, Hollán Ernő u. 4.

Online média
- Vas Népe Online
- Nyugat.hu
- Alpokalja Online.hu – Alon.hu
- Városi Sport Portál

Nyomtatott média
- Vas Népe – 9700 Szombathely, Széll Kálmán utca 40.
- Életünk – 9700 Szombathely, Dr. Antall József tér 1.
- Vasi Szemle – 9700 Szombathely, Vörösmarty Mihály u. 11.

## Nevezetességei

### A kámoni arborétum
Valamikor Kámon önálló falu volt, ma már Szombathely belterületéhez tartozik. Itt kezdte meg az arborétum kialakítását az 1860-as években Saághy Mihály földbirtokos, a terület gazdája. A tervszerű fejlesztés eredményeképpen ma mégis a Kámoni arborétum rendelkezik Magyarország leggazdagabb fásszárú gyűjteményével, közöttük jó néhány igazi ritkasággal. A több mint kétezer taxont számláló gyűjtemény része a legnagyobb hazai fenyőkollekció, a több tucat taxont számláló juhar- és tölgyfagyűjtemény. A parkban – a jegenyefenyők majd' negyven változata mellett – a gyantáscédrus, a kínai, a mocsárciprus hatalmas példányai láthatók, és igen gazdag az arborétum cserjegyűjteménye is.
Az arborétum szépen rendezett rózsakertjében több mint félezer fajtát számláló rózsagyűjtemény látható, valamint kaktuszgyűjteménye is az egyik legnagyobb Magyarországon.

### Múzeumok

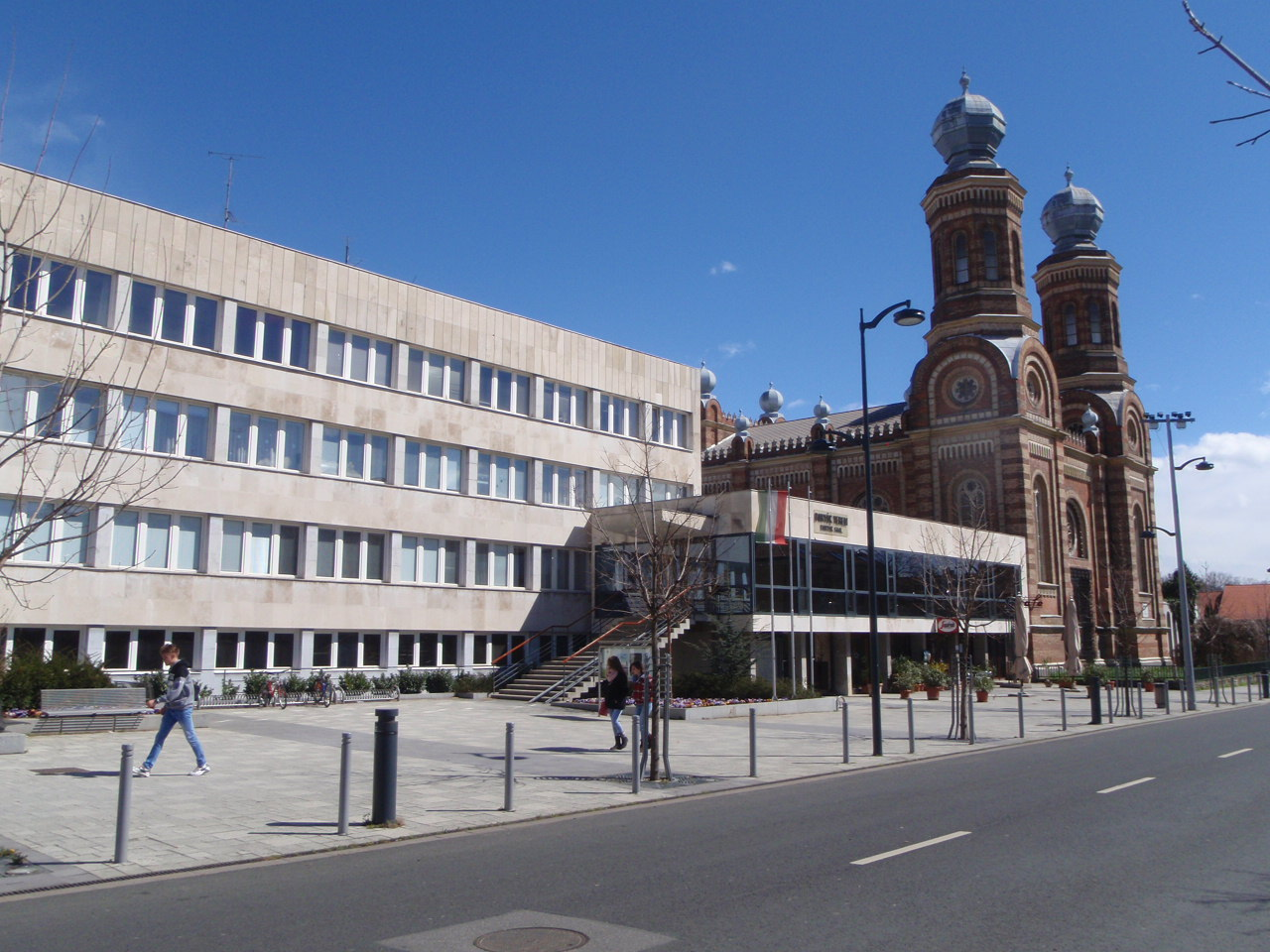
Zeneiskola és Szombathelyi zsinagóga

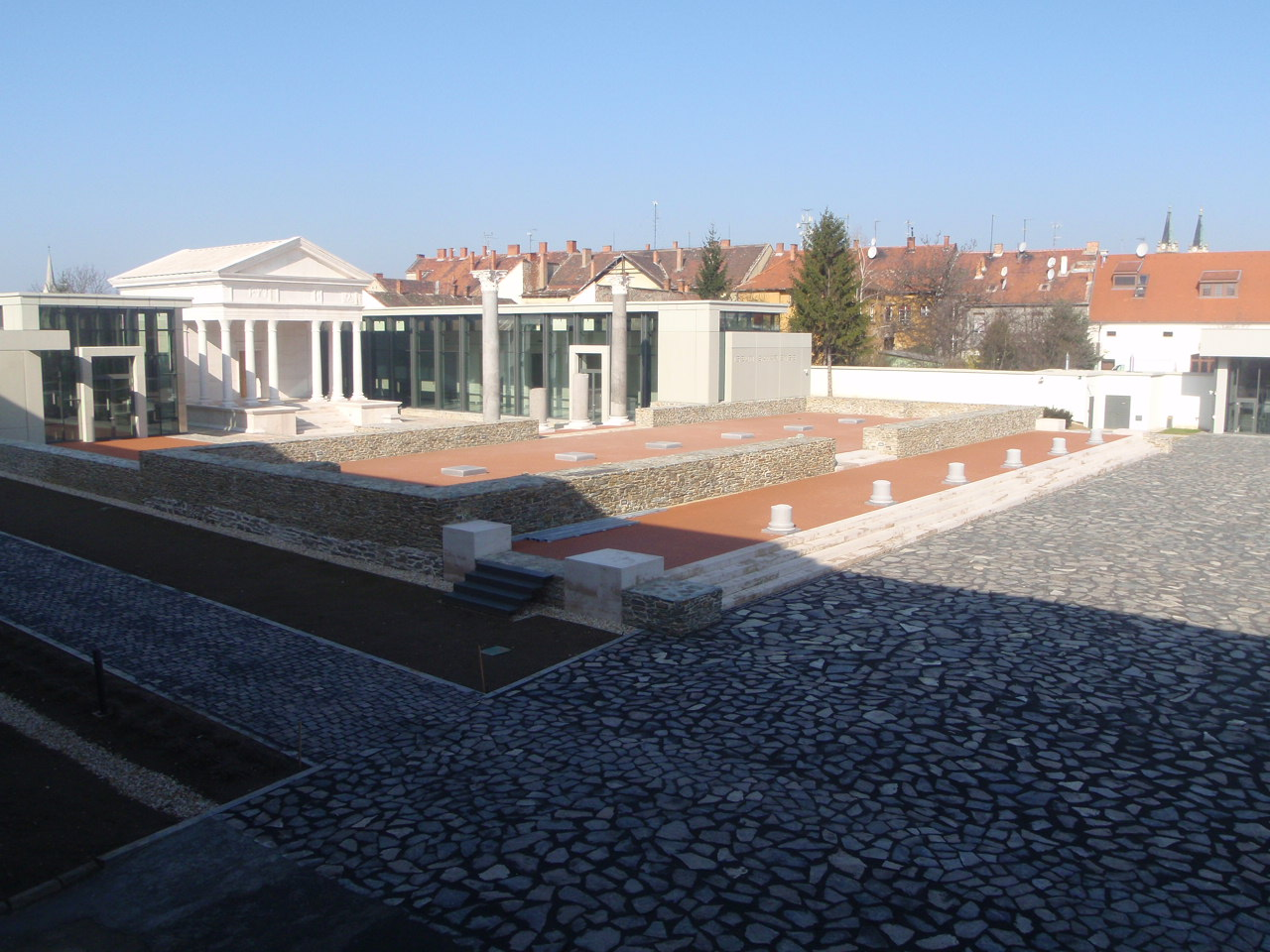
Az Ízisz templom 2010-es rekonstrukciója

- Savaria Múzeum – Savaria Megyei Hatókörű Városi Múzeum – 9700 Szombathely, Kisfaludy Sándor u. 9.
- Iseum Savariense Régészeti Műhely és Tárház – 9700 Szombathely, II. Rákóczi Ferenc u. 6-8.
- Járdányi Paulovics István Romkert – 9700 Szombathely, Mindszenty József tér 1.
- Smidt Múzeum – 9700 Szombathely, Hollán Ernő u. 2.
- Vasi Múzeumi Látványtár – 9700 Szombathely, Pásztor utca 2.
- Történelmi Témapark – 9700 Szombathely, Aréna utca 8.
- Szombathelyi Képtár – 9700 Szombathely, II. Rákóczi Ferenc u. 12
- Schrammel-gyűjtemény – 9700 Szombathely, Thököly u. 20.
- Vasi Skanzen (Vasi Múzeumfalu) – 9700, Szombathely Árpád út 30.
- Kékfestőház (Szakács Gábor kékfestő magángyűjteménye) – 9700 Szombathely Vörösmarty u. 40
- Kámoni Arborétum és Ökoturisztikai Központ – 9700 Szombathely, Szent Imre herceg u. 84/b.
- Gothard Asztrofizikai Obszervatórium Múzeuma – 9700 Szombathely, Szent Imre Herceg u. 112.
- Szily János Egyházmegyei Gyűjtemény és Látogatóközpont – 9700 Szombathely, Berzsenyi Dániel tér 3. Előzetes bejelentkezés tárlatvezetésre: Tel.: (36) 94 790-228
- Szent Márton Látogatóközpont (Szent Márton Plébánia) Szombathely Szent Márton u. 40. Tel.: (36) 94 505-570 
  - Szombathelyi Egyházmegye Zarándokirodája – 9700 Szombathely, Karmelita u. 5. Tel.: (36) 94 514-340
  - Szent Márton Európai Kulturális Útvonal Magyarországi Tanácsa, Levélpostai cím: 9700, Szombathely Ősz u. 4. Tel.: 30 352 0579
- Északi Vízmű – Vízmű Történeti Múzeum – 9700 Szombathely, Váci Mihály utca 30.
- Fúsz Ernő Mentőmúzeum – 9700, Szombathely Sugár u. 1. Tel.: (36) 94 312-377 Előzetes bejelentkezés alapján látogatható

### Műemlékek, látnivalók
- Sarlós Boldogasszony-székesegyház (Püspöki székesegyház copf stílusú, 1791-1814)
- Szent Márton-templom és kolostor (Domonkos templom és rendház)
- Árpád-házi Szent Erzsébet-templom és kolostor (Ferences templom és rendház)
- Püspöki palota (Püspökvár) – (Egyháztörténeti Múzeum és Sala Terrena)

Egyéb műemlékek:
- Megyeháza és a Kismegyeház
- Papnevelde (Szeminárium)
- Bölcseleti Líceum
- Püspöki Elemi Iskola
- Püspöki Sörház
- Eölbey-ház
- Szegedy-ház
- Dimicante-ház
- Rosty-ház
- Hübner-ház
- Éhen-ház
- Hetyey-ház
- Kisgimnázium (Hollán Ernő u. 2)
- Káptalani muzsikusok háza
- Egykori Szarvas vendéglő-fogadó
- Zarkaházai kastély (Szily kúria)
- Szegedy-kastély (Herény)
- Bogáti kastély (Festetich-kastély)

Műemlék jellegű és városképi jelentőségű épületek:
- Bagolyvár
- Ortodox zsinagóga
- Zsinagóga (Bartók terem)
- Szentháromság templom (Olad)
- Szent Norbert Zárdatemplom (Domonkos apácák zárdája)
- Annunciata nővérek kápolnája
- Kálvária
- Evangélikus templom
- Szalézi templom

### Strandok
- Szombathelyi Fedett Uszoda és Termálfürdő – 9700 Szombathely, Bartók Béla krt. 41.
- Tófürdő – 9700 Szombathely, Kenderesi utca 2.

## Híres szombathelyiek

### A város legnevesebb szülöttei

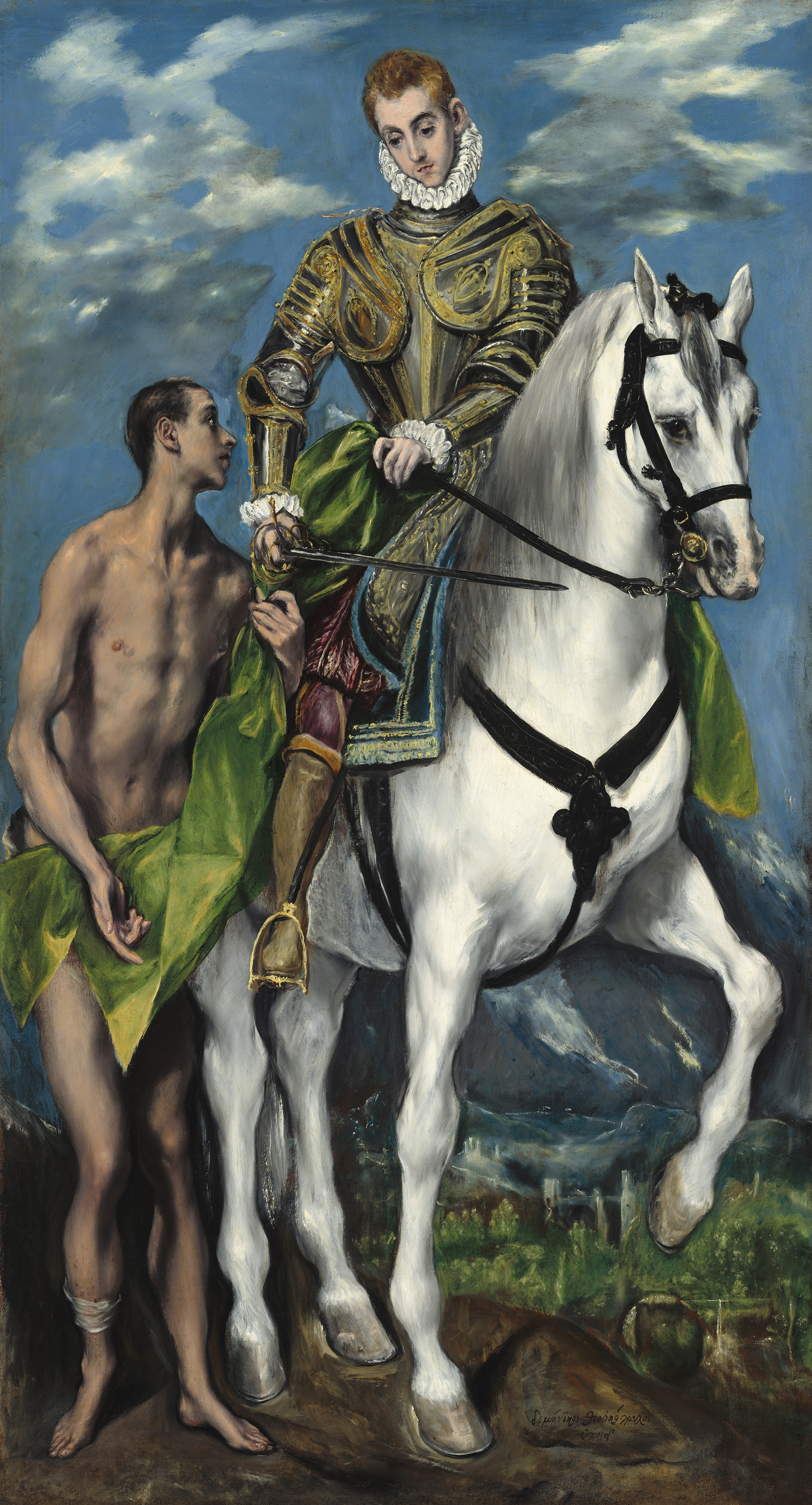
A Savariában született Tours-i Szent Márton El Greco festményén
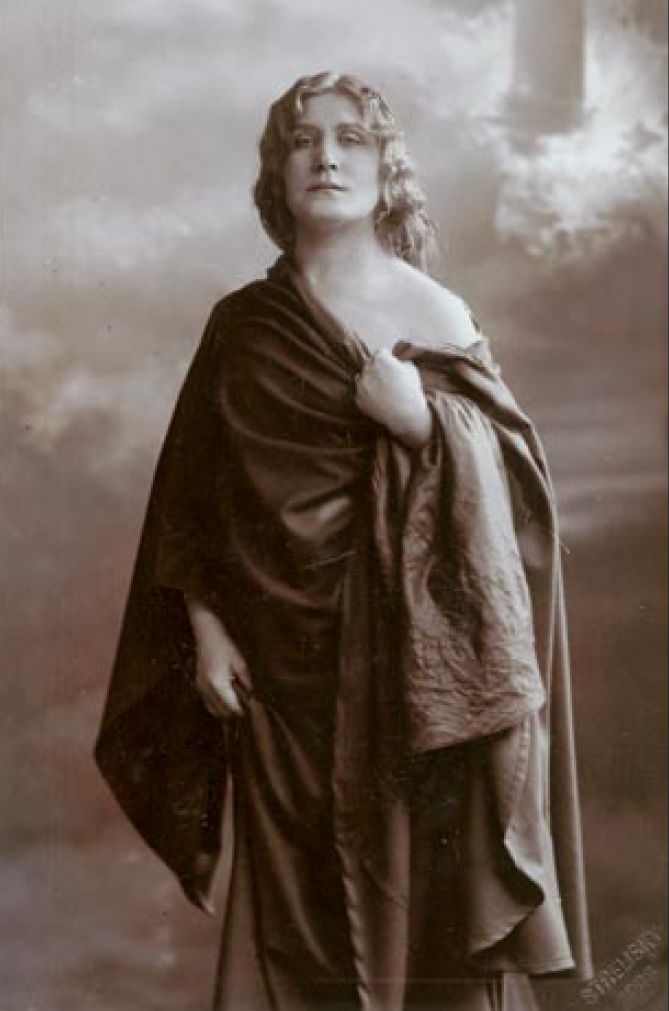
Márkus Emília Corvin-koszorúval kitüntetett színésznő, a "szőke csoda", a Nemzeti Színház örökös tagja
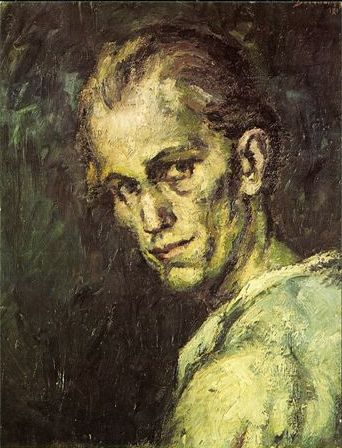
Derkovits Gyula posztumusz Kossuth-díjas festőművész, a magyar képzőművészet kimagasló alakja
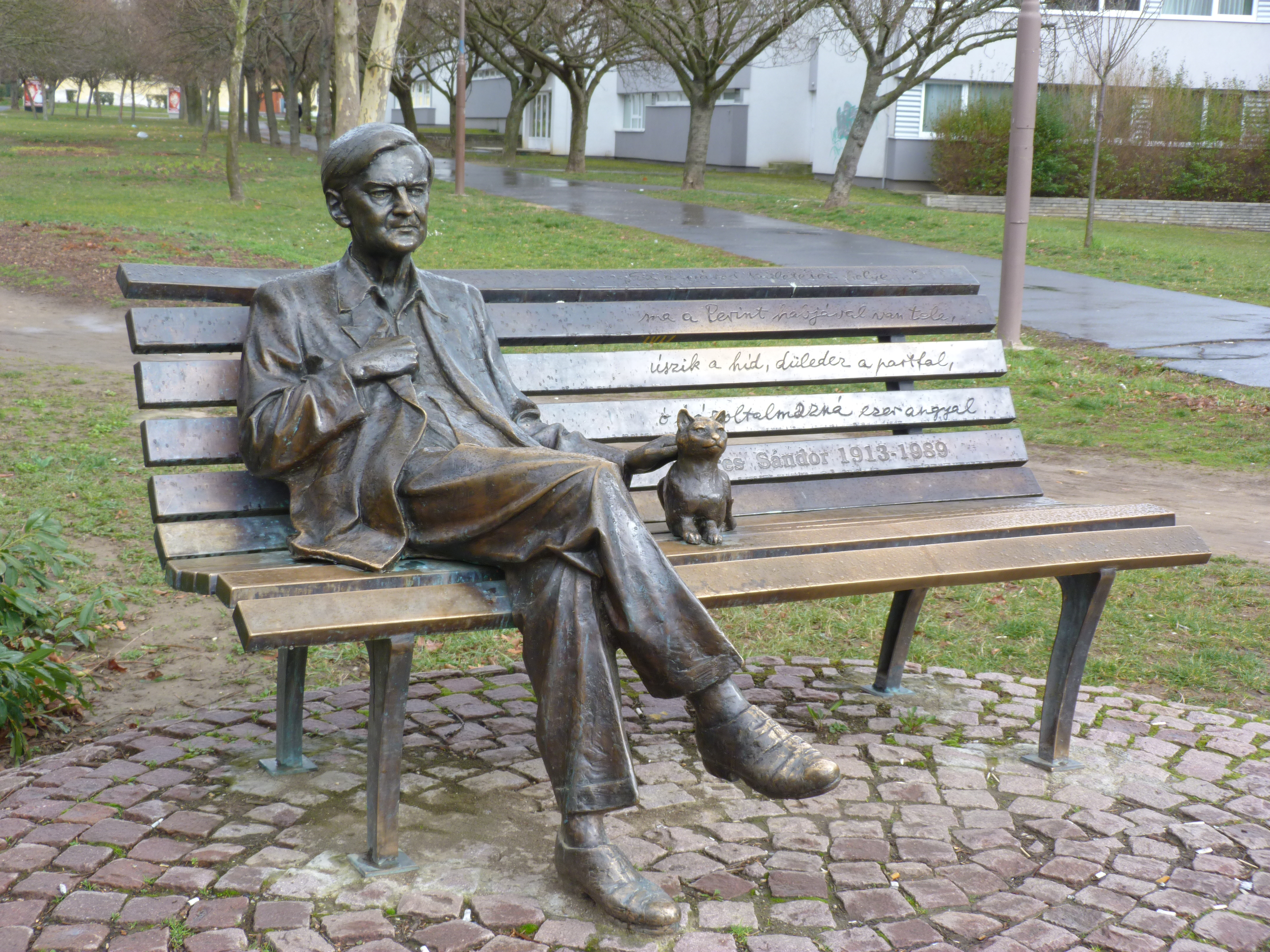
Weöres Sándor szombathelyi szobra - a költőt Kossuth- és Baumgarten-díjjal is kitüntették, s két ízben irodalmi Nobel-díjra is jelölték

## Oktatás

### Általános iskolák
- Apáczai Waldorf Általános Iskola és Alapfokú Művészetoktatási Intézmény
- Aranyhíd Egységes Gyógypedagógiai, Konduktív Pedagógiai Módszertani Intézmény  Archiválva 2021. április 20-i dátummal a Wayback Machine-ben
- Bercsényi Miklós Általános Iskola bercsenyi-szombathely.hu
- Boldog Brenner János Általános Iskola, Gimnázium és Kollégium (a volt Püspöki Általános Iskola, előtte Petőfi Sándor Utcai Állami Általános Iskola)
- ELTE Bolyai János Gyakorló Általános Iskola és Gimnázium bolyaigimnazium.elte.hu/index.php
- Derkovits Gyula Általános Iskola derko.hu
- Dési Huber István Általános Iskola desi-szombathely.hu/
- Gothard Jenő Általános Iskola gothardiskola.hu
- Neumann János Általános Iskola www.neumann-szhely.sulinet.hu
- Nyitra Utcai Általános Iskola – Nyitra Street Elementary School nyitraiskola.hu
- Oladi Általános Iskola – Olad Primary School oladalti.hu
- Paragvári Utcai Általános Iskola (paragvari.hu)
- Perintparti Szó-Fogadó Szombathelyi Waldorf Óvoda, Általános Iskola, Gimnázium és Alapfokú Művészetoktatási Intézmény
- Reguly Antal Nyelvoktató Nemzetiségi Általános Iskola – Reguly Antal Nationalitäten Grundschule Steinamanger reguly.isiscom.hu
- Reményik Sándor Evangélikus Óvoda, Általános Iskola és Művészeti Iskola (a bezárt Eötvös József Általános Iskola helyett) remenyik.lutheran.hu
- Váci Mihály Általános Iskola és Alapfokú Művészeti Iskola vaci-iskola.hu
- Zrínyi Ilona Általános Iskola zrinyiilona.hu/

### Gimnáziumok
- ELTE Bolyai János Gyakorló Általános Iskola és Gimnázium (bolyaigimnazium.elte.hu/index.php)
- Kanizsai Dorottya Gimnázium (https://www.kdg.edu.hu/)
- Szombathelyi Nagy Lajos Gimnázium (nagylajos-szhely.sulinet.hu)
- Premontrei Rendi Szent Norbert Gimnázium (szent-norbert.sulinet.hu)
- Boldog Brenner János Általános Iskola, Gimnázium és Kollégium
- Perintparti Szó-Fogadó Szombathelyi Waldorf Óvoda, Általános Iskola, Gimnázium és Alapfokú Művészetoktatási Intézmény

### Szakgimnáziumok, szakközépiskolák, kollégiumok
- Szombathelyi Élelmiszeripari és Földmérési Szakgimnázium, Szakközépiskola és Kollégium
- Szombathelyi Műszaki Szakképzési Centrum (SZMSZC) Gépipari és Informatikai Műszaki Szakgimázium, és Kollégium
- Szombathelyi Műszaki Szakképzési Centrum (SZMSZC) Hefele Menyhért Építő- és Faipari Szakgimnáziuma és Szakközépiskolája
- Herman Ottó Környezetvédelmi és Mezőgazdasági Szakgimnázium, Szakközépiskola és Kollégium
- Horváth Boldizsár Közgazdasági és Informatikai Szakgimnázium
- Szombathelyi Szolgáltatási Szakképzési Centrum (SZSZSZC) Kereskedelmi és Vendéglátó Szakgimnáziuma, Szakközépiskolája és Kollégiuma
- Szombathelyi Műszaki Szakképzési Centrum (SZMSZC) Puskás Tivadar Fém- és Villamosipari Szakgimnáziuma, Szakközépiskolája és Kollégiuma
- Szombathelyi Műszaki Szakképzési Centrum (SZMSZC) Savaria Szakgimnáziuma és Kollégiuma
- Szombathelyi Művészeti Szakgimnázium
- Szombathelyi Szolgáltatási Szakképzési Centrum (SZSZSZC) Oladi Szakgimnáziuma és Szakközépiskolája
- Berzsenyi Dániel Kollégium

### Felsőoktatás
- Eötvös Loránd Tudományegyetem Informatikai Kar – Savaria Műszaki Intézet[51]
- Eötvös Loránd Tudományegyetem Savaria Egyetemi Központ – SEK Bölcsészettudományi Centrum
- Eötvös Loránd Tudományegyetem Savaria Egyetemi Központ – Társadalomtudámányi Kar Savaria Gazdálkodástudományi Tanszék
- Eötvös Loránd Tudományegyetem Savaria Egyetemi Központ – SEK Természettudományi Centrum
- Eötvös Loránd Tudományegyetem Pedagógiai és Pszichológiai Kar – Pszichológiai Intézet
- Eötvös Loránd Tudományegyetem Pedagógiai és Pszichológiai Kar – Sporttudományi Intézet
- Eötvös Loránd Tudományegyetem – Gothard Asztrofizikai Obszervatórium és Multidiszciplináris Kutatóközpont
- Pécsi Tudományegyetem Egészségtudományi Kar Szombathelyi Képzési Központ
- Győri Hittudományi Főiskola – Szombathelyi Képzési Központ

### Egyéb oktatási intézmények
- Aranyhíd Egységes Gyógypedagógiai, Konduktív Pedagógiai Módszertani Intézmény  Archiválva 2021. április 20-i dátummal a Wayback Machine-ben
- Bartók Béla Zeneiskola
- Savaria TISZK Térségi Integrált Szakképző Központ savariatiszk.hu
- Szivárvány Alapfokú Művészetoktatási Intézmény SZAMI
- Burgenlandi Felnőttképzési Intézet BFI
- Vas Megyei Tudományos Ismeretterjesztő Egyesület TIT
- Martineum Felnőttképző Akadémia Martineum

## Testvérvárosok
A testvérvárosok elhelyezkedése a megújult Fő téren álló kövön is megtekinthető.
Szombathely testvérvárosai a következők:
- Lappeenranta, Finnország (1983)
- Maribor, Szlovénia (1985)
- Vajdahunyad, Románia (1990)
- Felsőőr, Ausztria (1991)
- Kolding, Dánia (1991)
- Ungvár, Ukrajna (1991)
- Kaufbeuren, Németország (1992)
- Ramat-Gan, Izrael (1992)
- Nagyszombat, Szlovákia (1993)
- Lecco, Olaszország (1995)
- Nõmme(en), Észtország (1997)
- Ferrara, Olaszország (2001)
- Tours, Franciaország (2003)
- Jentaj, Kína (2007)
- Razgrad, Bulgária (2009)
- Kutaiszi, Grúzia (2015)
- Sziszek, Horvátország (2015)
- Santiago de Cacém, Portugália (2019)
- Elbląg, Lengyelország (2022)

## Távhőszolgáltatás
Szombathelyi Távhőszolgáltató Kft.
A város egyik legnagyobb energiaszolgáltatójaként kiemelt célja a környezet megóvása megújuló energia használatával és az energiatudatossággal kapcsolatos információk megosztása ismeretterjesztő programján, a Zöldülj Velünk! programon keresztül. A gazdaságos és biztonságos távhőrendszerre Szombathelyen folyamatosan újabb lakossági és intézményi felhasználók csatlakoznak, így a több mint 20 km távvezetéken keresztül a város lakóinak 1/3-át és több mint 350 ipari és intézményi felhasználót lát el fűtés- és/vagy melegvíz-szolgáltatással. https://www.szomtav.hu/

## Érdekességek
- Szombathely, Magyarország legrégibb, folyamatosan lakott városa. Hazánk területét tekintve, Szombathely római kori elődje: Savaria, – elsőként kapott városi (colonia) rangot Pannoniában, Claudius római császár uralkodása alatt.[55][56]
- A városban található Sarlós Boldogasszony-székesegyház, az Esztergomi bazilika és az Egri főszékesegyház után Magyarország harmadik legnagyobb temploma, befogadóképessége 5000 fő.[57]
- A korabeli Magyarországon, 1897. június 4-én, Budapest és Pozsony után Szombathely volt a harmadik város, ahol megindult a villamosközlekedés.[58]
- A jelenkori magyarországi települések névsorában Szombathelyet közvetlenül egy másik megyeszékhely, Szolnok előzi meg, ezzel a két város egyedülálló párost képez a hazai megyeszékhelyek között.

## Képgaléria

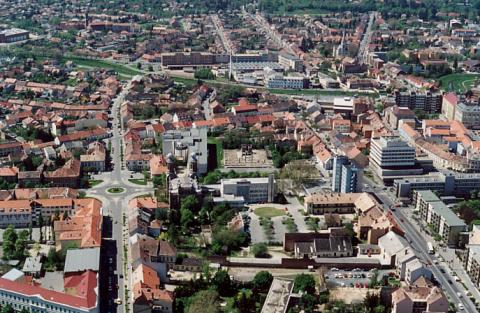
Belváros
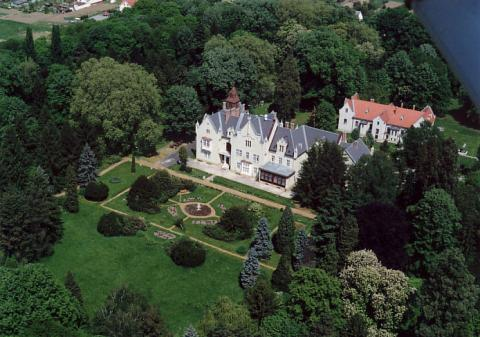
Szentkirály, Festetics-kastély
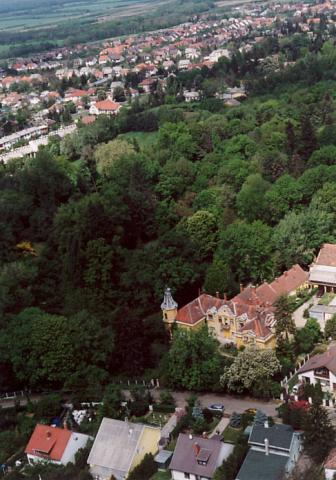
Kámoni Arborétum
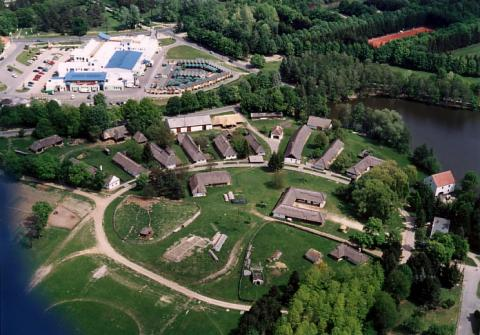
Múzeumfalu
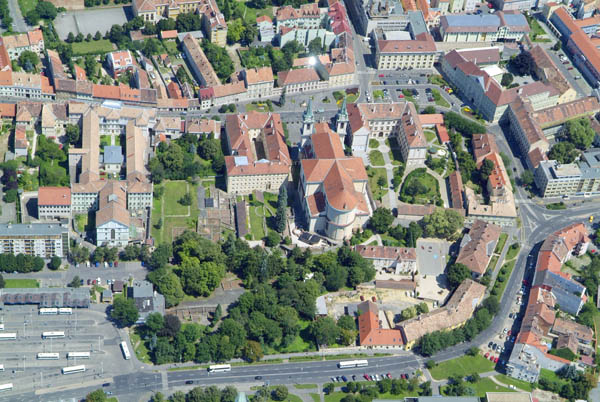
A Székesegyház, a püspöki palota és a romkert
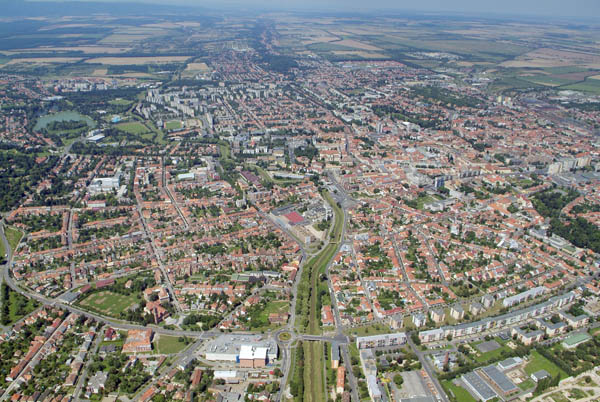
A Szent Flórián körút környéke
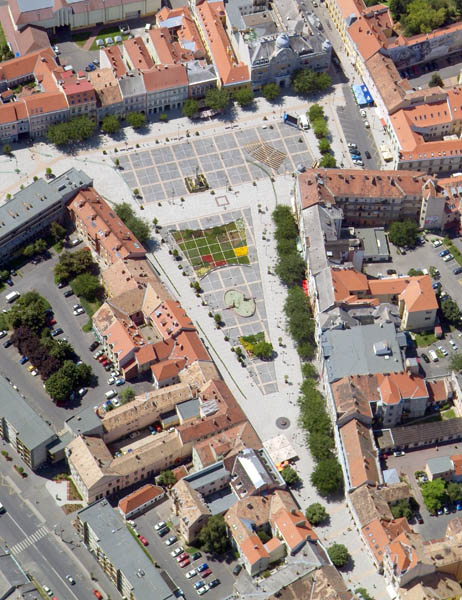
Fő tér
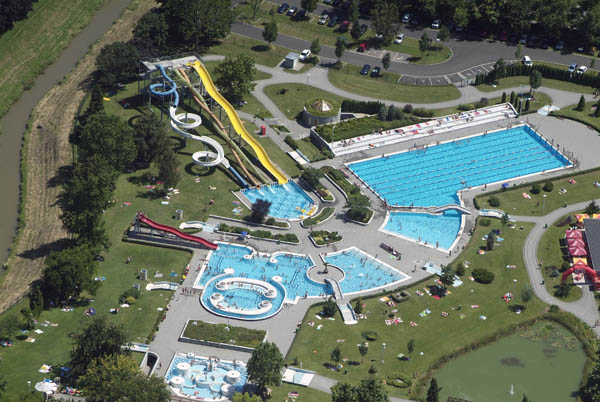
Tófürdő
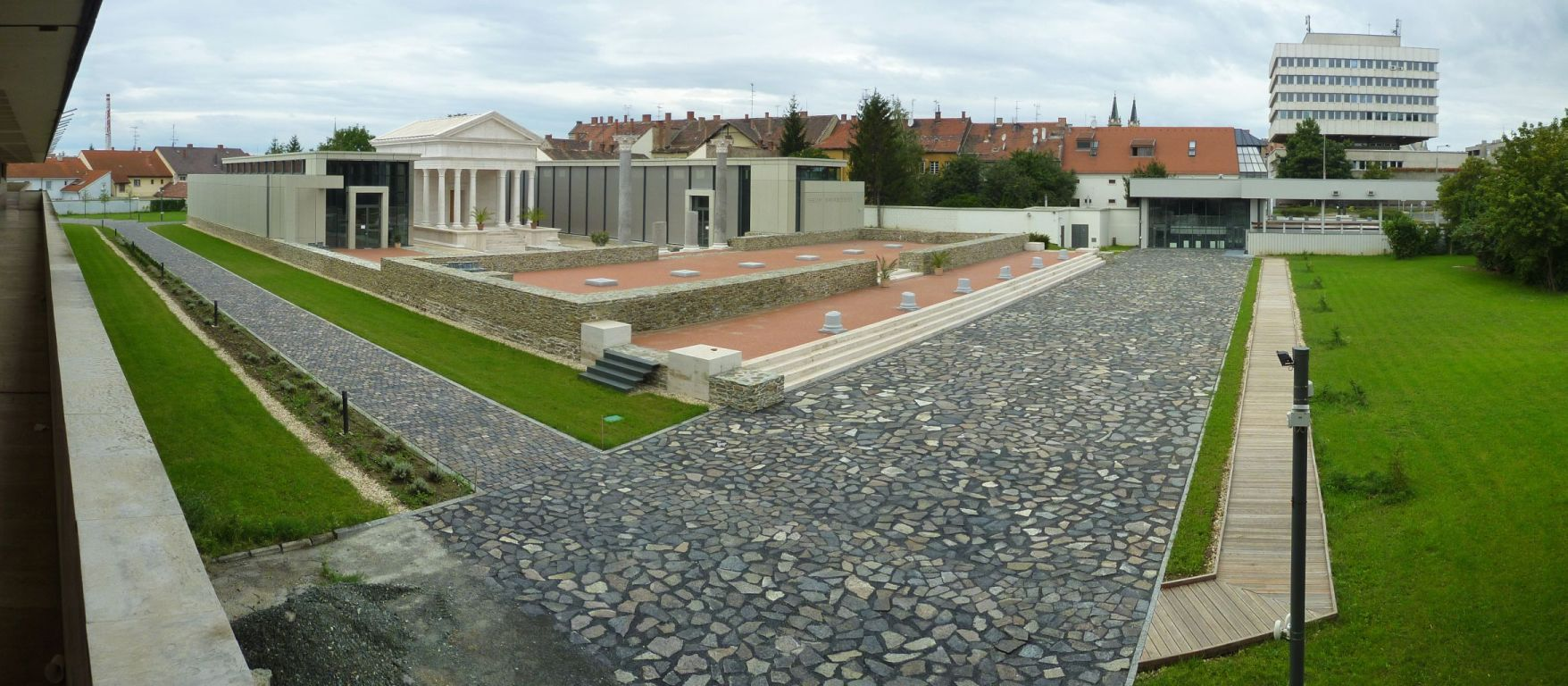
Az Iseum és a Borostyánút rekonstrukciója
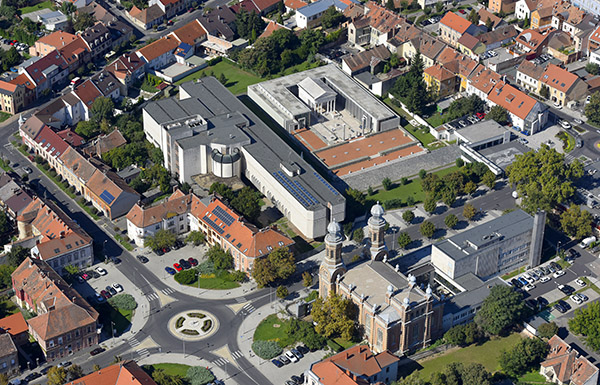
A Belváros, légi fotó
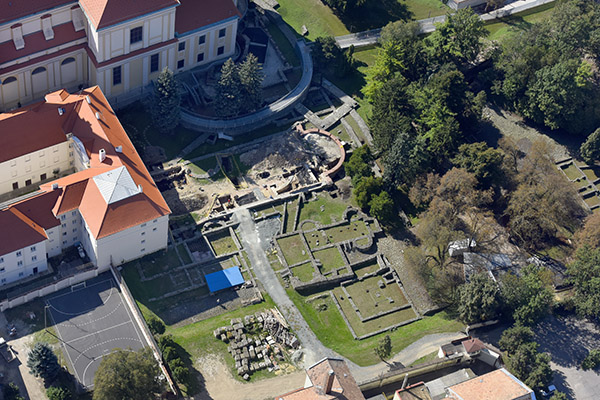
Járdányi Paulovics István Romkert a levegőből
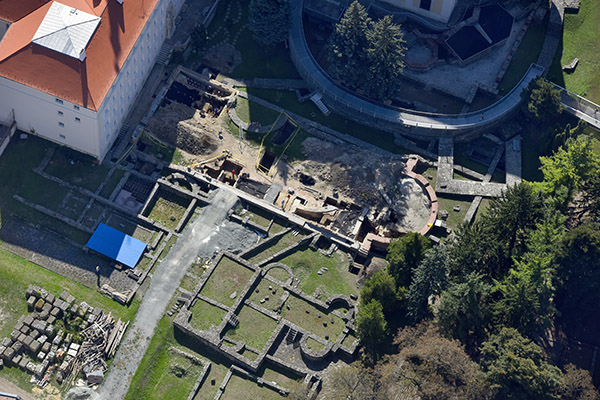
A romkert a magasból fényképezve
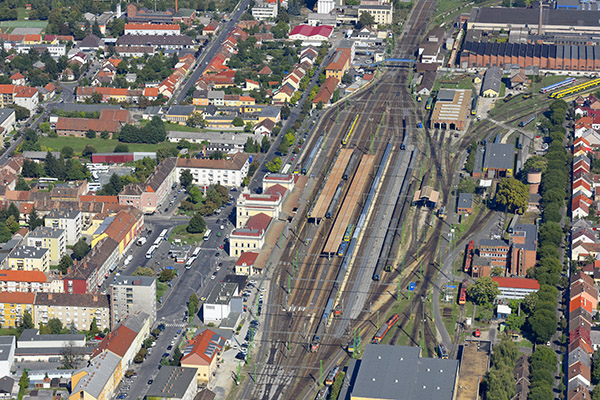
A pályaudvar légi felvétele
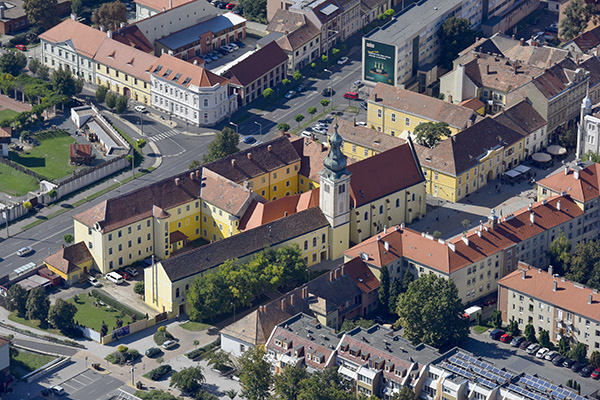
A Ferences templom a levegőből
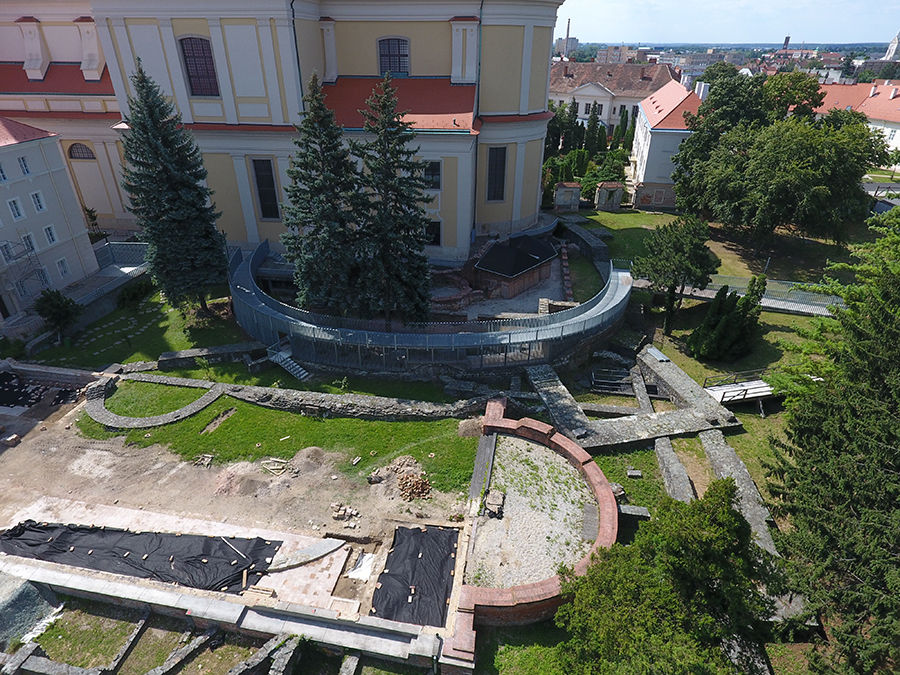
A Járdányi Paulovics István Romkert részlete: római kori romok és a köralakú középkori vár egymásra épült maradványai a székesegyházzal – légi fotó
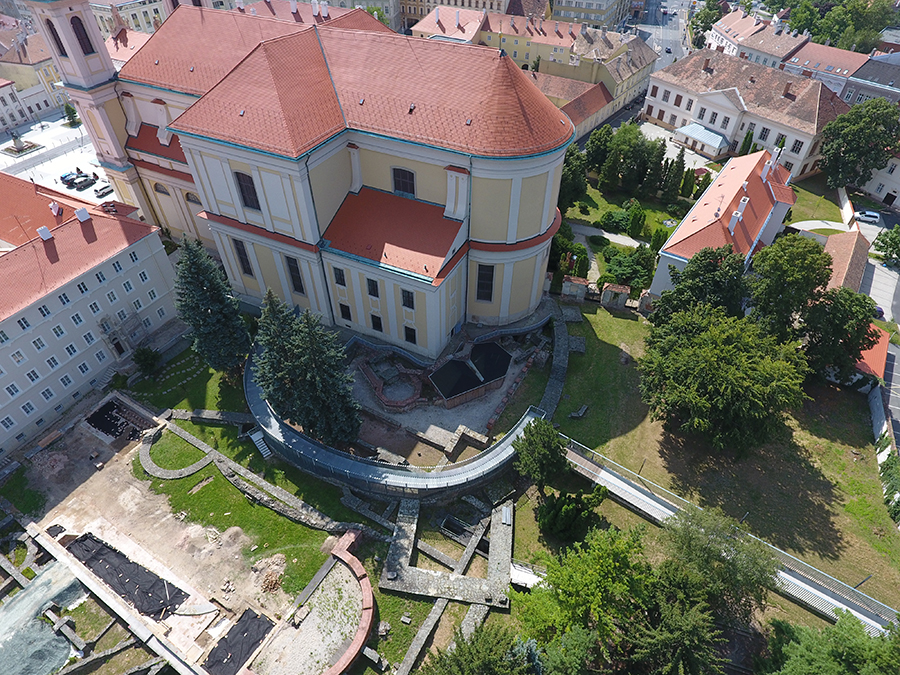
A Járdányi Paulovics István Romkert részlete: római kori romok és a köralakú középkori vár egymásra épült maradványai a székesegyházzal – légi felvétel